# 石垣市

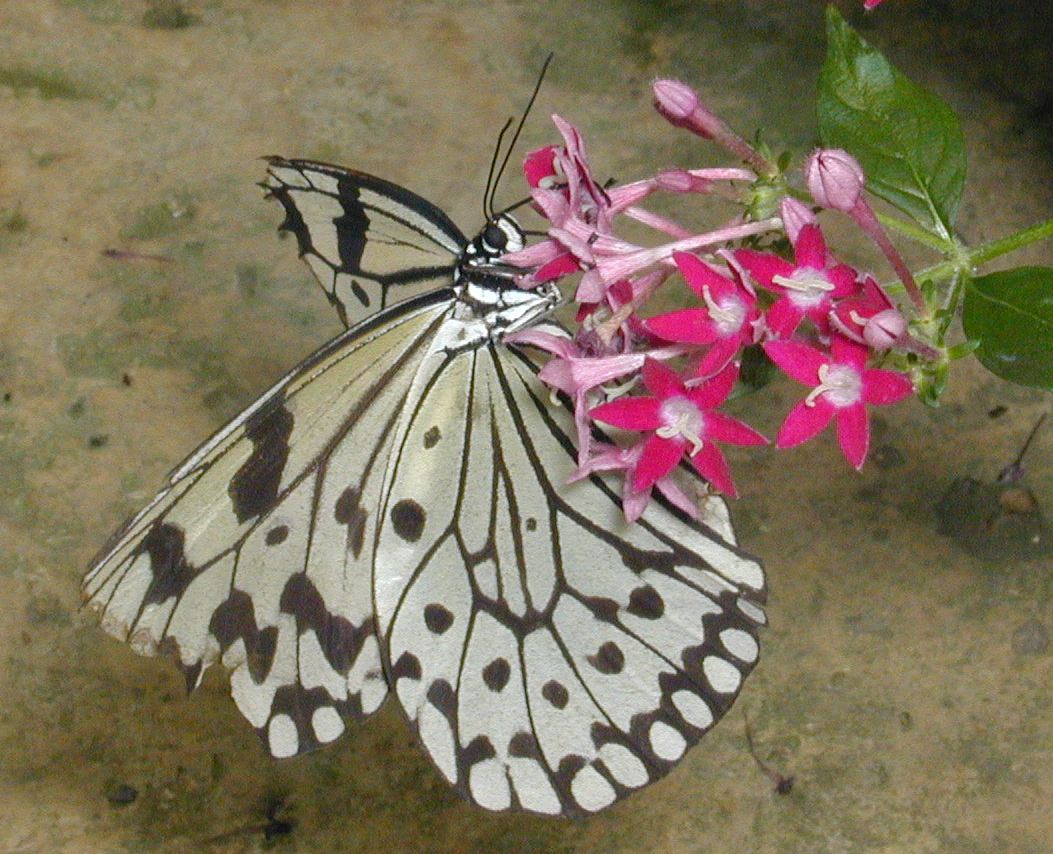
市の蝶のオオゴマダラ

石垣市（いしがきし）は、八重山列島の石垣島及び尖閣諸島を市域とする沖縄県の市。市としては日本最南端及び最西端に位置している。

## 概要

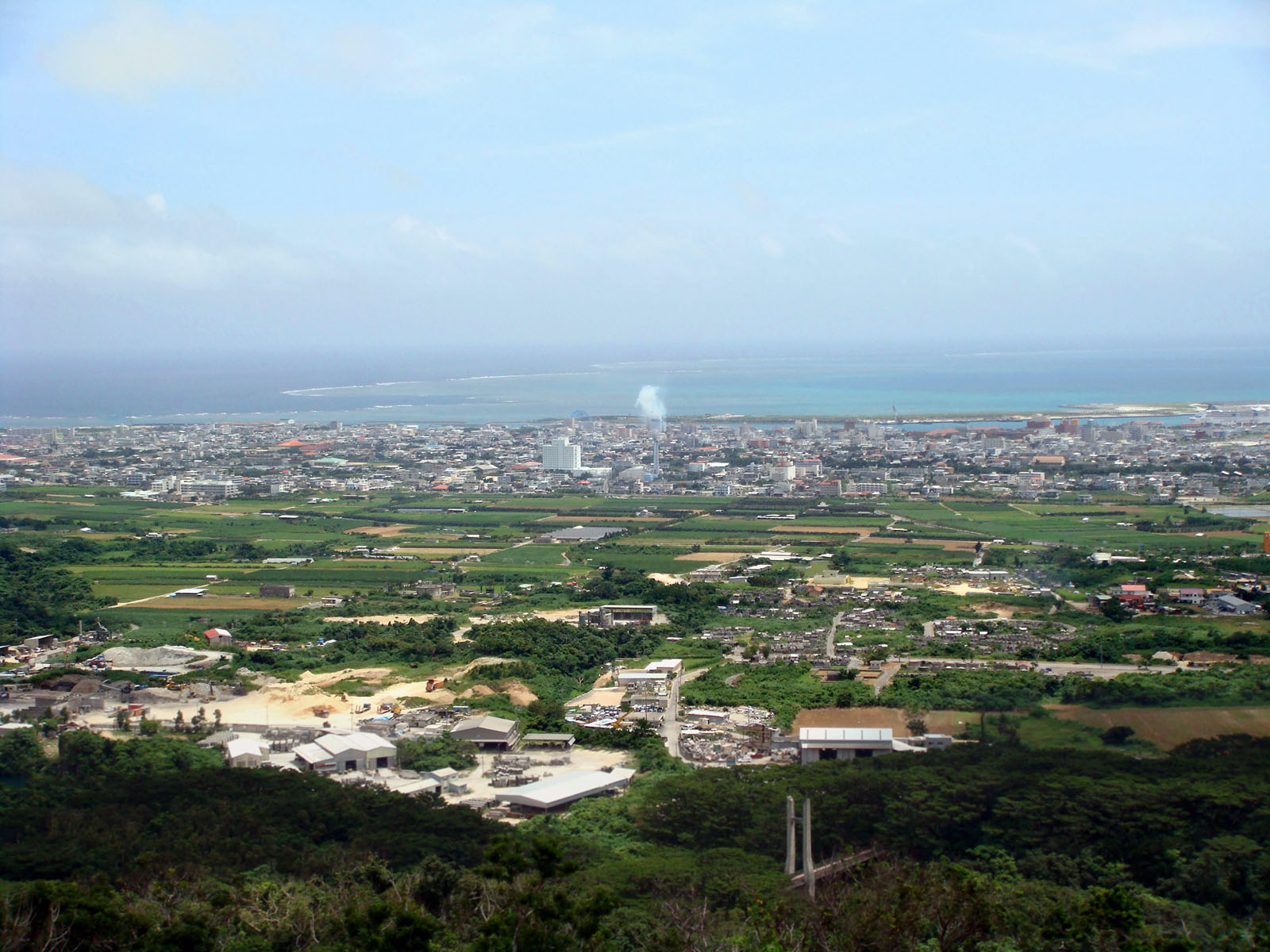
市街地が広がる石垣市中心部

空港や港湾を中心として八重山圏域（八重山列島）の行政、経済、文化等の中枢をなす拠点都市となっている。沖縄県八重山事務所（旧・八重山支庁）が所在するほか、数々の島から成り立つ隣接自治体である竹富町も町役場を石垣市内に置いている。人口は沖縄県内の市町村で第10位。
八重山が琉球（中山）王府の支配下に入ったのは1390年とされるが、石垣島などの島々には首領級の人物がおり、琉球国の統治下に入るのは1500年のことである。
太平洋戦争では空襲や機銃掃射を受け、終戦直後もマラリアの爆発的流行などがみられた。
民政府（八重山民政府）のもとで1947年7月に石垣町から石垣市に昇格認可となった。

## 地理

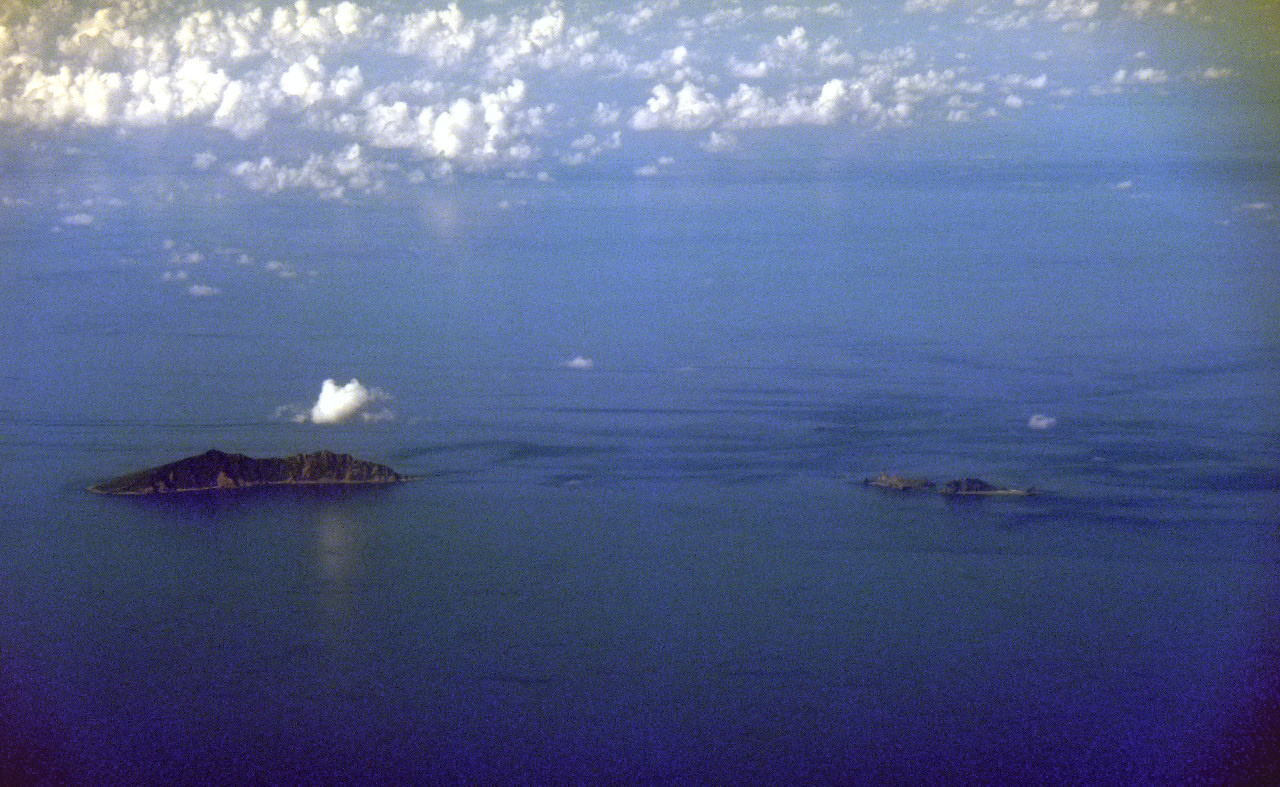
尖閣諸島（左から魚釣島、北小島、南小島）

沖縄県では沖縄島と西表島に次ぐ3番目に大きな石垣島と、尖閣諸島とからなる。尖閣列島は現在は無人島で、実質的には一島一市である。
沖縄県最高峰の於茂登岳（標高526 m）を中心に、その西側を名蔵川、南側を宮良川が流れ、川に沿って低地や広がり、貴重な動植物の生息域となっている。

### 気候
最寒月平均気温が18°C以上である石垣市は、ケッペンの気候区分の定義によれば熱帯（熱帯雨林気候、Af）に属する。なお、ケッペンの気候区分ではないが、石垣市や石垣島地方気象台では亜熱帯海洋性気候に属するとしている。1896年の観測開始以来、気温は上昇傾向にある。
石垣市の気候には四季の明確な区別がなく、総じて温暖多湿である。しかし、夏は太平洋高気圧に覆われ、晴れが多く高温多湿の日が続く。特に、2012年（平成24年）7月8日に市内の伊原間アメダスで観測した最高気温36.1°Cは、南城市玉城糸数（2013年（平成25年）8月7日）、宮古島市下地（2016年（平成28年）7月5日）と並んで沖縄県内の観測史上最高気温である。一方、冬は大陸高気圧が張り出し、肌寒い日が多く小雨も混じり、年によっては最寒月の平均気温が18°Cを下回ることがある。なお、1898年 (明治31年) 2月16日に石垣島で観測した最高気温29.1°Cは、日本国内での2月の史上最高気温である。
|                | 登野城（石垣島地方気象台）             | 伊原間（伊原間地域気象観測所）         |
| -------------- | -------------------------------------- | -------------------------------------- |
| 最高気温       | 35.6°C （2017年（平成29年）8月20日）   | 36.1°C （2012年（平成24年）7月8日）    |
| 最低気温       | 5.9°C （1918年（大正7年）2月19日）     | 7.6°C （2016年（平成28年）1月25日）    |
| 最大降水量     | 378.9 mm （1935年（昭和10年）7月22日） | 405 mm （1994年（平成6年）6月19日）    |
| 最大瞬間風速   | 71.0 m/s （2015年（平成27年）8月23日） | 54.6 m/s （2015年（平成27年）8月23日） |
| 夏日最多日数   | 275日 （1998年（平成10年））           | 254日 （2016年（平成28年））           |
| 真夏日最多日数 | 162日 （2016年（平成28年））           | 125日 （2016年（平成28年））           |
| 猛暑日最多日数 | 6日 （1956年（昭和31年））             | 3日 （2010年（平成22年））             |
| 熱帯夜最多日数 | 170日 （2016年（平成28年））           | 154日 （2016年（平成28年））           |
| 冬日最多日数   | 観測記録なし                           | 観測記録なし                           |
| 真冬日最多日数 | 観測記録なし                           | 観測記録なし                           |

| 石垣島地方気象台（石垣市登野城、標高6m）の気候               | 石垣島地方気象台（石垣市登野城、標高6m）の気候 | 石垣島地方気象台（石垣市登野城、標高6m）の気候 | 石垣島地方気象台（石垣市登野城、標高6m）の気候 | 石垣島地方気象台（石垣市登野城、標高6m）の気候 | 石垣島地方気象台（石垣市登野城、標高6m）の気候 | 石垣島地方気象台（石垣市登野城、標高6m）の気候 | 石垣島地方気象台（石垣市登野城、標高6m）の気候 | 石垣島地方気象台（石垣市登野城、標高6m）の気候 | 石垣島地方気象台（石垣市登野城、標高6m）の気候 | 石垣島地方気象台（石垣市登野城、標高6m）の気候 | 石垣島地方気象台（石垣市登野城、標高6m）の気候 | 石垣島地方気象台（石垣市登野城、標高6m）の気候 | 石垣島地方気象台（石垣市登野城、標高6m）の気候 |
| 月                                                           | 1月                                            | 2月                                            | 3月                                            | 4月                                            | 5月                                            | 6月                                            | 7月                                            | 8月                                            | 9月                                            | 10月                                           | 11月                                           | 12月                                           | 年                                             |
| ------------------------------------------------------------ | ---------------------------------------------- | ---------------------------------------------- | ---------------------------------------------- | ---------------------------------------------- | ---------------------------------------------- | ---------------------------------------------- | ---------------------------------------------- | ---------------------------------------------- | ---------------------------------------------- | ---------------------------------------------- | ---------------------------------------------- | ---------------------------------------------- | ---------------------------------------------- |
| 最高気温記録 °C （°F）                                       | 27.7 (81.9)                                    | 28.0 (82.4)                                    | 29.4 (84.9)                                    | 31.1 (88)                                      | 33.3 (91.9)                                    | 34.6 (94.3)                                    | 35.5 (95.9)                                    | 35.6 (96.1)                                    | 35.2 (95.4)                                    | 32.8 (91)                                      | 30.8 (87.4)                                    | 28.8 (83.8)                                    | 35.6 (96.1)                                    |
| 平均最高気温 °C （°F）                                       | 21.5 (70.7)                                    | 22.0 (71.6)                                    | 23.7 (74.7)                                    | 26.0 (78.8)                                    | 28.7 (83.7)                                    | 30.9 (87.6)                                    | 32.2 (90)                                      | 32.0 (89.6)                                    | 31.0 (87.8)                                    | 28.8 (83.8)                                    | 26.2 (79.2)                                    | 23.0 (73.4)                                    | 27.2 (81)                                      |
| 日平均気温 °C （°F）                                         | 18.9 (66)                                      | 19.4 (66.9)                                    | 20.9 (69.6)                                    | 23.4 (74.1)                                    | 25.9 (78.6)                                    | 28.4 (83.1)                                    | 29.6 (85.3)                                    | 29.4 (84.9)                                    | 28.2 (82.8)                                    | 26.0 (78.8)                                    | 23.6 (74.5)                                    | 20.5 (68.9)                                    | 24.5 (76.1)                                    |
| 平均最低気温 °C （°F）                                       | 16.7 (62.1)                                    | 17.2 (63)                                      | 18.6 (65.5)                                    | 21.3 (70.3)                                    | 23.9 (75)                                      | 26.6 (79.9)                                    | 27.7 (81.9)                                    | 27.3 (81.1)                                    | 26.0 (78.8)                                    | 23.9 (75)                                      | 21.5 (70.7)                                    | 18.4 (65.1)                                    | 22.4 (72.3)                                    |
| 最低気温記録 °C （°F）                                       | 6.5 (43.7)                                     | 7.1 (44.8)                                     | 7.4 (45.3)                                     | 10.0 (50)                                      | 14.9 (58.8)                                    | 17.5 (63.5)                                    | 20.9 (69.6)                                    | 17.4 (63.3)                                    | 17.9 (64.2)                                    | 14.1 (57.4)                                    | 12.1 (53.8)                                    | 9.7 (49.5)                                     | 6.5 (43.7)                                     |
| 降水量 mm （inch）                                           | 135.0 (5.315)                                  | 124.0 (4.882)                                  | 134.4 (5.291)                                  | 146.9 (5.783)                                  | 190.7 (7.508)                                  | 208.2 (8.197)                                  | 142.3 (5.602)                                  | 249.8 (9.835)                                  | 259.7 (10.224)                                 | 211.2 (8.315)                                  | 138.1 (5.437)                                  | 155.2 (6.11)                                   | 2,095.5 (82.5)                                 |
| 平均降水日数 （≥0.5 mm）                                     | 14.9                                           | 11.7                                           | 11.7                                           | 10.3                                           | 11.1                                           | 10.0                                           | 10.4                                           | 13.3                                           | 13.1                                           | 12.3                                           | 12.8                                           | 14.8                                           | 146.3                                          |
| % 湿度                                                       | 72                                             | 73                                             | 74                                             | 77                                             | 79                                             | 81                                             | 77                                             | 78                                             | 76                                             | 73                                             | 73                                             | 71                                             | 75                                             |
| 平均月間日照時間                                             | 84.7                                           | 91.3                                           | 118.1                                          | 130.3                                          | 164.3                                          | 212.9                                          | 261.0                                          | 232.9                                          | 189.9                                          | 157.6                                          | 115.3                                          | 89.3                                           | 1,852.5                                        |
| 出典：気象庁（平均値：1991年 - 2020年、極値：1896年 - 現在） |                                                |                                                |                                                |                                                |                                                |                                                |                                                |                                                |                                                |                                                |                                                |                                                |                                                |

| 石垣市伊原間（伊原間地域気象観測所）の気候                   | 石垣市伊原間（伊原間地域気象観測所）の気候 | 石垣市伊原間（伊原間地域気象観測所）の気候 | 石垣市伊原間（伊原間地域気象観測所）の気候 | 石垣市伊原間（伊原間地域気象観測所）の気候 | 石垣市伊原間（伊原間地域気象観測所）の気候 | 石垣市伊原間（伊原間地域気象観測所）の気候 | 石垣市伊原間（伊原間地域気象観測所）の気候 | 石垣市伊原間（伊原間地域気象観測所）の気候 | 石垣市伊原間（伊原間地域気象観測所）の気候 | 石垣市伊原間（伊原間地域気象観測所）の気候 | 石垣市伊原間（伊原間地域気象観測所）の気候 | 石垣市伊原間（伊原間地域気象観測所）の気候 | 石垣市伊原間（伊原間地域気象観測所）の気候 |
| 月                                                           | 1月                                        | 2月                                        | 3月                                        | 4月                                        | 5月                                        | 6月                                        | 7月                                        | 8月                                        | 9月                                        | 10月                                       | 11月                                       | 12月                                       | 年                                         |
| ------------------------------------------------------------ | ------------------------------------------ | ------------------------------------------ | ------------------------------------------ | ------------------------------------------ | ------------------------------------------ | ------------------------------------------ | ------------------------------------------ | ------------------------------------------ | ------------------------------------------ | ------------------------------------------ | ------------------------------------------ | ------------------------------------------ | ------------------------------------------ |
| 最高気温記録 °C （°F）                                       | 27.6 (81.7)                                | 28.2 (82.8)                                | 29.7 (85.5)                                | 32.8 (91)                                  | 33.5 (92.3)                                | 34.8 (94.6)                                | 36.1 (97)                                  | 35.6 (96.1)                                | 34.5 (94.1)                                | 32.6 (90.7)                                | 30.8 (87.4)                                | 28.6 (83.5)                                | 36.1 (97)                                  |
| 平均最高気温 °C （°F）                                       | 21.0 (69.8)                                | 21.5 (70.7)                                | 23.1 (73.6)                                | 25.5 (77.9)                                | 28.1 (82.6)                                | 30.8 (87.4)                                | 32.0 (89.6)                                | 31.7 (89.1)                                | 30.4 (86.7)                                | 28.1 (82.6)                                | 25.6 (78.1)                                | 22.5 (72.5)                                | 26.7 (80.1)                                |
| 日平均気温 °C （°F）                                         | 18.6 (65.5)                                | 19.0 (66.2)                                | 20.5 (68.9)                                | 22.8 (73)                                  | 25.4 (77.7)                                | 27.8 (82)                                  | 29.0 (84.2)                                | 28.8 (83.8)                                | 27.7 (81.9)                                | 25.6 (78.1)                                | 23.3 (73.9)                                | 20.2 (68.4)                                | 24.1 (75.4)                                |
| 平均最低気温 °C （°F）                                       | 16.5 (61.7)                                | 16.8 (62.2)                                | 18.2 (64.8)                                | 20.8 (69.4)                                | 23.3 (73.9)                                | 25.7 (78.3)                                | 26.8 (80.2)                                | 26.5 (79.7)                                | 25.5 (77.9)                                | 23.7 (74.7)                                | 21.4 (70.5)                                | 18.3 (64.9)                                | 22.0 (71.6)                                |
| 最低気温記録 °C （°F）                                       | 7.6 (45.7)                                 | 9.2 (48.6)                                 | 9.4 (48.9)                                 | 13.2 (55.8)                                | 16.7 (62.1)                                | 19.0 (66.2)                                | 22.0 (71.6)                                | 22.6 (72.7)                                | 20.4 (68.7)                                | 17.5 (63.5)                                | 12.7 (54.9)                                | 9.8 (49.6)                                 | 7.6 (45.7)                                 |
| 降水量 mm （inch）                                           | 162.5 (6.398)                              | 129.7 (5.106)                              | 153.3 (6.035)                              | 177.6 (6.992)                              | 212.1 (8.35)                               | 206.7 (8.138)                              | 128.4 (5.055)                              | 226.1 (8.902)                              | 258.0 (10.157)                             | 198.2 (7.803)                              | 161.6 (6.362)                              | 178.4 (7.024)                              | 2,192.4 (86.315)                           |
| 平均降水日数 （≥1.0 mm）                                     | 14.0                                       | 12.3                                       | 12.0                                       | 10.3                                       | 10.8                                       | 10.3                                       | 9.5                                        | 12.0                                       | 12.1                                       | 10.6                                       | 12.0                                       | 13.7                                       | 139.5                                      |
| 平均月間日照時間                                             | 73.0                                       | 84.7                                       | 106.9                                      | 117.4                                      | 145.2                                      | 189.5                                      | 249.5                                      | 228.1                                      | 183.0                                      | 147.3                                      | 104.7                                      | 78.1                                       | 1,710.9                                    |
| 出典：気象庁（平均値：1991年 - 2020年、極値：1977年 - 現在） |                                            |                                            |                                            |                                            |                                            |                                            |                                            |                                            |                                            |                                            |                                            |                                            |                                            |

| 川平（標高7m）の気候                                          | 川平（標高7m）の気候 | 川平（標高7m）の気候 | 川平（標高7m）の気候 | 川平（標高7m）の気候 | 川平（標高7m）の気候 | 川平（標高7m）の気候 | 川平（標高7m）の気候 | 川平（標高7m）の気候 | 川平（標高7m）の気候 | 川平（標高7m）の気候 | 川平（標高7m）の気候 | 川平（標高7m）の気候 | 川平（標高7m）の気候 |
| 月                                                            | 1月                  | 2月                  | 3月                  | 4月                  | 5月                  | 6月                  | 7月                  | 8月                  | 9月                  | 10月                 | 11月                 | 12月                 | 年                   |
| ------------------------------------------------------------- | -------------------- | -------------------- | -------------------- | -------------------- | -------------------- | -------------------- | -------------------- | -------------------- | -------------------- | -------------------- | -------------------- | -------------------- | -------------------- |
| 降水量 mm （inch）                                            | 153.5 (6.043)        | 143.3 (5.642)        | 155.2 (6.11)         | 176.1 (6.933)        | 217.7 (8.571)        | 208.7 (8.217)        | 157.4 (6.197)        | 264.6 (10.417)       | 292.8 (11.528)       | 211.5 (8.327)        | 195.5 (7.697)        | 147.8 (5.819)        | 2,346.3 (92.374)     |
| 平均降水日数 （≥1.0 mm）                                      | 14.1                 | 12.6                 | 13.0                 | 10.8                 | 11.1                 | 10.9                 | 10.0                 | 12.2                 | 13.3                 | 10.6                 | 12.8                 | 12.3                 | 144.7                |
| 出典1：理科年表                                               |                      |                      |                      |                      |                      |                      |                      |                      |                      |                      |                      |                      |                      |
| 出典2：気象庁（平均値：1981年 - 2010年、極値：1888年 - 現在） |                      |                      |                      |                      |                      |                      |                      |                      |                      |                      |                      |                      |                      |

## 歴史
- 1908年（明治41年）4月1日 - 島嶼町村制により間切が廃止され、石垣間切・大浜間切・宮良間切の3間切（現在の石垣市及び竹富町域に相当）が与那国島とあわせて八重山村となる。
- 1914年（大正3年）4月1日 - 八重山一円を村域とした八重山村が分村し、現在の石垣市域は石垣島西部が石垣村、東部が大浜村となる。
- 1926年（大正15年）12月1日 - 石垣村が町制施行、石垣町となる。
- 1945年（昭和20年）石垣島事件。
- 1947年（昭和22年）
  - 7月10日 - 石垣町が市制施行、石垣市となる。
  - 9月1日 - 大浜村が町制施行、大浜町となる。
- 1952年（昭和27年）4月28日 - サンフランシスコ講和条約発効により日本の統治下から離れ、米国統治の琉球政府所属となる。
- 1964年（昭和39年）6月1日 - 石垣市が大浜町を編入合併し、現在の市域となる。
- 1967年（昭和42年）
  - 4月8日 - 「石垣市歌」を制定。
  - 12月23日 - 沖縄放送協会（OHK・現NHK沖縄放送局）によりテレビ放送開始（石垣・川平両中継局設置）。
- 1972年（昭和47年）
  - 5月15日 - 沖縄返還により、施政権が日本政府に移る。
  - 6月25日 - NHK沖縄放送局がラジオ放送再開に伴い、市内にラジオ第1と第2の中継局を開設。
- 1975年（昭和50年）4月1日 - 県道石垣港線と石垣平久保線（登野城 - 伊原間）が国道390号に昇格。市内初の国道となる。
- 1976年（昭和51年）12月22日 - 電話がダイヤル自動化され、沖縄本島や本土との即時同時通話が可能に（市外局番は09808（一部地域は098088又は098089））。また、時差放送されていたNHKテレビが沖縄本島や本土と同時放送となり、新たに教育テレビとFM放送の放送が開始（これまでのチャンネルは総合テレビとなる）。
- 1993年（平成5年）12月16日 - 琉球放送（RBC）と沖縄テレビ（OTV）の民放テレビ2局がテレビ放送開始。
- 2002年（平成14年）
  - 6月10日 - 竹富町及び与那国町との1市2町による合併協議会設置[15]。
  - 12月1日 - 八重山地域の市外局番が「0980」となり、市内局番が2ケタとなる。
- 2004年（平成16年）4月1日 - 琉球放送（RBCiラジオ）とラジオ沖縄（ROK）の民放AMラジオ局がFMによる中継局開設・放送開始。
- 2005年（平成17年） - 与那国町の離脱を受けて、3月4日に竹富町との1市1町による合併協議会設置。合併関連議案は石垣市議会では可決されたものの、竹富町議会では2度にわたり否決され、竹富町長は3月28日に合併断念を表明[16]。
- 2013年（平成25年）3月7日 - 新石垣空港（現名称：石垣空港、愛称：南ぬ島石垣空港）が開港。

## 行政
- 市長 - 知念永一郎（副市長による職務代理）

### 歴代市長
- 翁長信全：1947年7月10日 - 1948年3月13日
- 牧志宗得：1948年3月14日 - 1958年9月13日
- 石垣用中：1958年9月14日 - 1970年3月19日
- 桃原用永：1970年3月20日 - 1974年3月19日
- 内原英郎：1974年3月20日 - 1990年3月19日
- 半嶺当泰：1990年3月20日 - 1994年3月19日
- 大濱長照：1994年3月20日 - 2010年3月19日
- 中山義隆：2010年3月20日 - 2025年6月29日

2010年6月1日に「すぐやる課」を開設、沖縄県内では西原町に次いで2箇所目である。

### 近隣自治体との合併協議
石垣市と竹富町、与那国町では2002年6月に「八重山地域合併検討会」を、12月に任意合併協議会を設置し、2003年7月には法定合併協議会に移行したが、与那国町では2004年10月に行われた住民投票で反対多数となったため、協議会は休止（12月に解散）となった。
その後、同年11月に石垣市と竹富町は任意協議会を設置し、12月には法定協議会移行を議会に諮ったが、竹富町議会では法定協議会設置案を3度にわたり否決し、2005年2月28日に4度目の審議でようやく可決して法定協議会が設置された。
合併期日は2005年10月1日、新市名は「八重山市」に決定し、3月18日に合併協定調印に漕ぎ着けたが、合併関連議案を石垣市は可決した一方で、竹富町は2度にわたり否決し、結局合併を断念することとなった。

### 官公庁・公的機関

#### 国
- 内閣府
  - 沖縄総合事務局[18] 八重山財務出張所[19]
  - 沖縄総合事務局 八重山運輸事務所[20]
  - 沖縄総合事務局 石垣港湾事務所[21]
  - 沖縄総合事務局 石垣農林水産センター
  - 沖縄総合事務局 石垣島農業水利事業所[22]
- 財務省
  - 沖縄地区税関 石垣税関支署[23]
    - 石垣空港出張所

  - 国税庁沖縄国税事務所 石垣税務署[24]
- 国土交通省
  - 海上保安庁第十一管区海上保安本部 石垣海上保安部[25]
  - 海上保安庁第十一管区海上保安本部 石垣航空基地
  - 沖縄気象台 石垣島地方気象台[26]
- 厚生労働省
  - 沖縄労働局 八重山労働基準監督署[27]
  - 沖縄労働局 八重山公共職業安定所（ハローワーク八重山）[28]
- 法務省
  - 那覇地方検察庁 石垣支部[29]
  - 那覇地方法務局 石垣支局[30]
  - 那覇保護観察所 石垣駐在官事務所[31]
  - 出入国在留管理庁福岡出入国在留管理局那覇支局 石垣港出張所[32]
  - 沖縄刑務所八重山刑務支所[33]
- 農林水産省
  - 那覇植物防疫事務所 石垣出張所[34]
  - 林野庁九州森林管理局 西表森林生態系保全センター[35]
- 環境省
  - 石垣自然保護官事務所[36]
  - 国際サンゴ礁研究・モニタリングセンター[37]
- 防衛省
  - 自衛隊沖縄地方協力本部 石垣出張所[38]
  - 陸上自衛隊石垣駐屯地
- 独立行政法人国際農林水産業研究センター
  - 熱帯・島嶼研究拠点[39]
- 独立行政法人自動車技術総合機構
  - 八重山事務所[40]
- 大学共同利用機関法人自然科学研究機構 国立天文台
  - VERA石垣島観測局[41]

#### 沖縄県
- 総務部
  - 沖縄県八重山事務所[42]
- 子ども生活福祉部
  - 八重山福祉事務所[43]
  - 消費生活センター 八重山分室[44]
  - 八重山平和祈念館[45]
- 保健医療部
  - 八重山保健所[46]
- 農林水産部
  - 八重山農林水産振興センター[47]
  - 農業研究センター石垣支所[48]
  - 水産海洋技術センター石垣支所[49]
- 土木建築部
  - 八重山土木事務所[50]
- 教育庁
  - 八重山教育事務所[51]
  - 沖縄県立石垣青少年の家[52]
- 病院事業局
  - 沖縄県立八重山病院[53]
- 沖縄県警察
  - 八重山警察署[54]

#### 公的機関
- 日本郵政グループ 八重山郵便局（集配局）[55]
- 日本年金機構 石垣年金事務所[56]
- 日本放送協会 (NHK) 八重山事務所[57]
- 石垣島天文台[58]

## 議会
市議会
- 定数：22人
- 任期：2018年（平成30年）9月28日 - 2022年（令和4年）9月27日[59]
- 議長：平良秀之（公明石垣）
- 副議長：石垣亨（自由民主石垣）

| 会派名       | 議席数 | 議員名                                                                                     |
| ------------ | ------ | ------------------------------------------------------------------------------------------ |
| 自由民主石垣 | 9      | 仲間均、石垣亨、砥板芳行、我喜屋隆次、東内原とも子、友寄永三、長山家康、米盛初恵、石川勇作 |
| 公明石垣     | 2      | 平良秀之、石垣達也                                                                         |
| ゆがふ       | 2      | 花谷史郎、内原英聡                                                                         |
| 未来         | 2      | 箕底用一、後上里厚司                                                                       |
| 日本共産党   | 1      | 井上美智子                                                                                 |
| 無会派       | 6      | 前津究、大濱明彦、新垣重雄、宮良操、長浜信夫、砂川利勝                                     |
| 計           | 22     |                                                                                            |

## 地域
かつて石垣間切だった地域は●印、大浜間切だった地域は◆印、宮良間切だった地域は■印

市制時の石垣市
- 新川（あらかわ）●
- 石垣（いしがき）●
- 大川（おおかわ）◆
- 川平（かびら）●
- 崎枝（さきえだ）●
- 登野城（とのしろ）◆
- 登野城尖閣（とのしろせんかく）◆－2020年、登野城より独立。
- 名蔵（なぐら）●
- 桴海（ふかい）●

旧大浜町
- 伊原間（いばるま）■
- 大浜（おおはま）◆
- 白保（しらほ）■
- 桃里（とうざと）■
- 野底（のそこ）■
- 平得（ひらえ）◆
- 平久保（ひらくぼ）■
- 真栄里（まえざと）◆
- 宮良（みやら）■
- 盛山（もりやま）■

埋立により追加された町名
- 美崎町（みさきちょう）－1966年新設
- 新栄町（しんえいちょう）－1969年新設
- 浜崎町（はまさきちょう）1-3丁目－1978年新設
- 八島町（やしまちょう）1・2丁目－新設年不詳
- 南ぬ浜町（ぱいぬはまちょう）－2014年新設

## 人口
高い出生率による自然増と移住者等による社会増とがあいまって、人口は増加傾向にある。
このうち、人口の自然増については、石垣市の合計特殊出生率は2.2人で、日本の市区町村の中で8番目に高い自治体である。
また、社会増については、2003年頃から本土からの移住者が急増して移住ブームが起きた。2008年以降、ブームと呼ばれた状況は沈静化しているが、引き続き移住希望者は多い。移住ブーム当時は、本土の競争社会に見切りをつけ南国の楽園にあこがれて移住したり、退職した団塊の世代が老後の住処を求めて転入したが、石垣島では目立った産業が無く、殊に若者の場合は計画を立てずに移住すると経済的に行き詰まるケースもあった。また、転入した新住民と地元コミュニティーとの軋轢や乱開発によるインフラストラクチャー整備への負担増の問題も指摘された。
石垣市で最も多い苗字は、「宮良（みやら）」である。

### 人口統計
| |                                        |  |
| 石垣市と全国の年齢別人口分布（2005年） | 石垣市の年齢・男女別人口分布（2005年） |  |
| ■紫色 ― 石垣市 ■緑色 ― 日本全国 | ■青色 ― 男性 ■赤色 ― 女性              |  |
| 石垣市（に相当する地域）の人口の推移 \| 1970年（昭和45年） \| 36,554人 \| \| \| 1975年（昭和50年） \| 34,657人 \| \| \| 1980年（昭和55年） \| 38,819人 \| \| \| 1985年（昭和60年） \| 41,177人 \| \| \| 1990年（平成2年） \| 41,245人 \| \| \| 1995年（平成7年） \| 41,777人 \| \| \| 2000年（平成12年） \| 43,302人 \| \| \| 2005年（平成17年） \| 45,183人 \| \| \| 2010年（平成22年） \| 46,922人 \| \| \| 2015年（平成27年） \| 47,564人 \| \| \| 2020年（令和2年） \| 47,637人 \| \| |                                        |  |
| 総務省統計局 国勢調査より |                                        |  |
| 1970年（昭和45年） | 36,554人                               |  |
| 1975年（昭和50年） | 34,657人                               |  |
| 1980年（昭和55年） | 38,819人                               |  |
| 1985年（昭和60年） | 41,177人                               |  |
| 1990年（平成2年） | 41,245人                               |  |
| 1995年（平成7年） | 41,777人                               |  |
| 2000年（平成12年） | 43,302人                               |  |
| 2005年（平成17年） | 45,183人                               |  |
| 2010年（平成22年） | 46,922人                               |  |
| 2015年（平成27年） | 47,564人                               |  |
| 2020年（令和2年） | 47,637人                               |  |

## 経済

### 石垣市に本社を置く主な企業
- 石垣島製糖
- 石垣の塩
- 請福酒造
- 高嶺酒造所
- 平田観光
- 宮平観光
- 八重泉酒造
- 琉球真珠

運輸業については#交通参照

## 姉妹都市・提携都市

### 日本国内
- 岡崎市（愛知県）
1969年（昭和43年）2月19日 - 親善都市提携（当時は琉球政府）[70]
- 稚内市（北海道）
1987年（昭和62年）9月27日 - 友好都市提携[70]
- 上板町（徳島県）
2002年（平成14年）10月6日 - ゆかりのまち提携[70]
- 北上市（岩手県）
2014年（平成26年）1月25日 - 友好都市提携[70]
1993年（平成5年）に本土を襲った大冷害の際、水稲の種籾不足を解決するために当時の岩手県農政部長だった高橋洋介（北上市出身、後の岩手県副知事）の発案により、二期作可能な石垣島にて緊急種籾増殖が行われた事がきっかけ。以後、両市のマラソン大会上位入賞者の相互派遣など交流が行われている[70][71]。

### 日本国外
- 蘇澳鎮（台湾 宜蘭県）
1995年（平成7年）9月26日 - 姉妹都市提携[70]
- カウアイ郡（アメリカ合衆国 ハワイ州）
1999年（平成11年）10月6日 - 姉妹都市提携[70]

## 教育

### 高等学校
- 沖縄県立八重山高等学校
- 沖縄県立八重山商工高等学校
- 沖縄県立八重山農林高等学校

### 小中併置校
- 石垣市立富野小中学校
- 石垣市立川平小中学校
- 石垣市立崎枝小中学校
- 石垣市立名蔵小中学校

### 中学校
- 石垣市立石垣中学校
- 石垣市立石垣第二中学校
- 石垣市立大浜中学校
- 石垣市立白保中学校
- 石垣市立伊原間中学校

### 小学校
- 石垣市立吉原小学校
- 石垣市立新川小学校
- 石垣市立石垣小学校
- 石垣市立登野城小学校
- 石垣市立平真小学校
- 石垣市立大浜小学校
- 石垣市立川原小学校
- 石垣市立大本小学校
- 石垣市立宮良小学校
- 石垣市立白保小学校
- 石垣市立伊野田小学校
- 石垣市立明石小学校
- 石垣市立野底小学校
- 石垣市立八島小学校
- 石垣市立真喜良小学校
- 海星小学校（私立）

### 幼稚園・認定こども園

#### 幼稚園
- 石垣市立みやまえ幼稚園
- 石垣市立おおかわ幼稚園
- 石垣市立あまかわ幼稚園
- 石垣市立みやなが幼稚園
- 石垣市立しらほ幼稚園
- 石垣市立かわはら幼稚園
- 石垣市立なぐら幼稚園
- 石垣市立いのだ幼稚園
- 石垣市立のそこ幼稚園
- 石垣市立あかし幼稚園
- 沖縄県立八重山特別支援学校幼稚部
- 海星幼稚園（私立）[72]

#### 認定こども園
- 石垣市立おおはまこども園
- 石垣市立まきらこども園
- 石垣市立へいしんこども園
- 石垣市立あらかわこども園
- 石垣市立かびらこども園
- 新栄町こども園（私立）
- 認定こども園なごみの広場（私立）
- ふくぎこども園（私立）
- 平得わらべ保育園（私立）[72]

### 特別支援学校
- 沖縄県立八重山特別支援学校

## 医療
- 沖縄県立八重山病院 - 沖縄県災害拠点病院に指定。

## 交通

### 空港

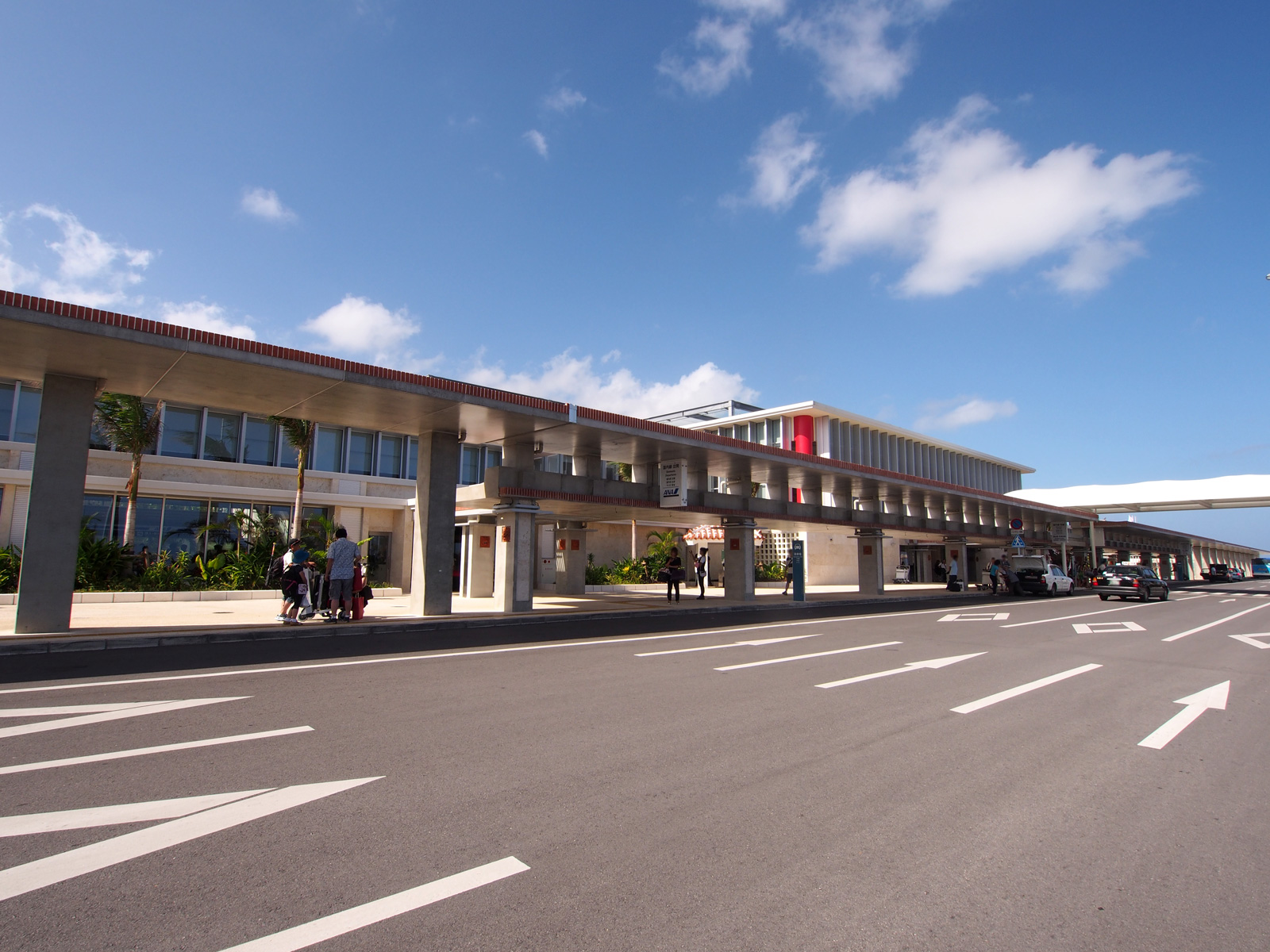
石垣空港

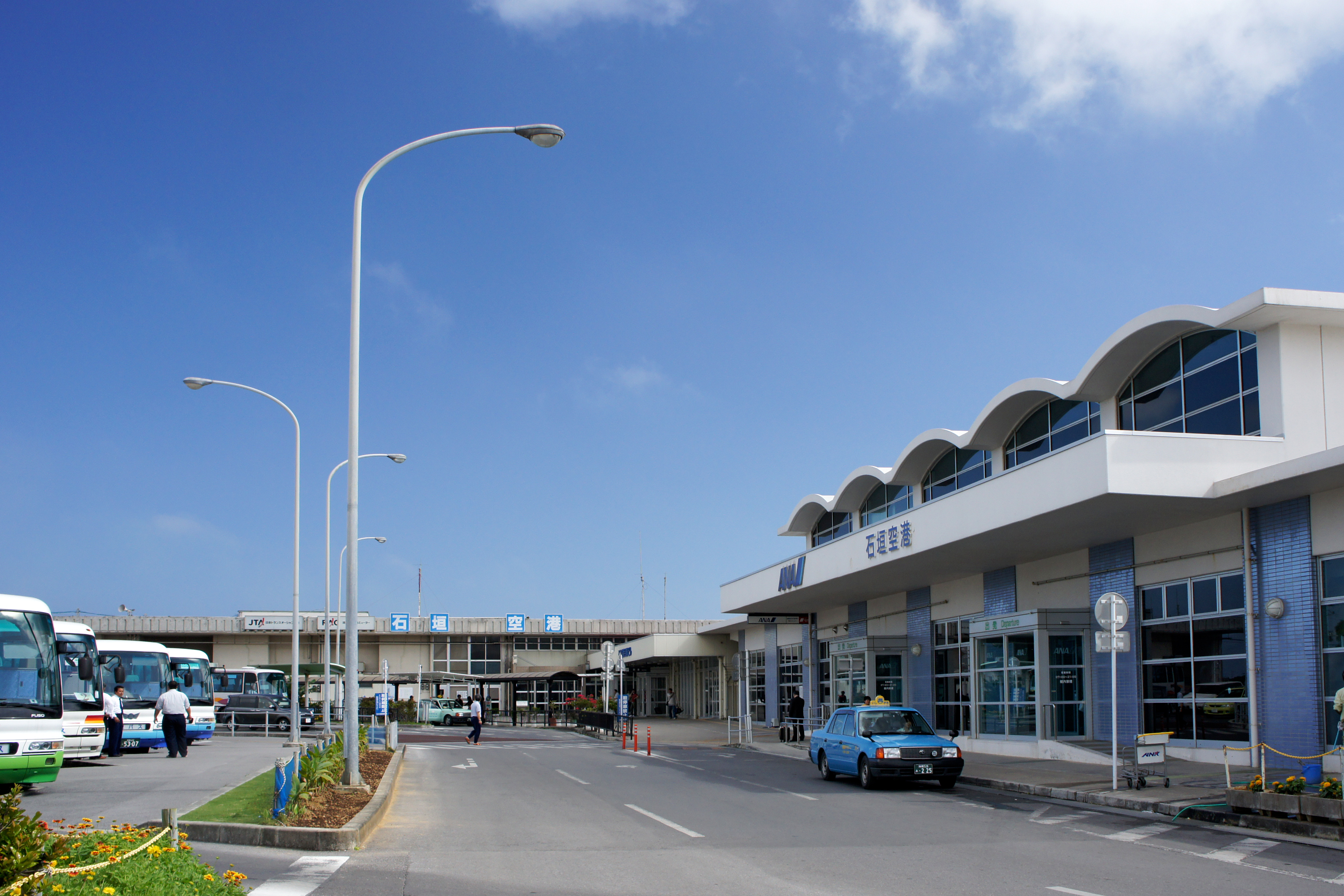
旧・石垣空港（2013年閉港）

- 石垣空港（南ぬ島石垣空港）

- （旧）石垣空港（廃止）

### 道路
一般国道
- 国道390号

主要地方道
- 沖縄県道79号石垣港伊原間線
- 沖縄県道87号富野大川線

一般県道
- 沖縄県道206号平野伊原間線
- 沖縄県道207号川平高屋線
- 沖縄県道208号石垣浅田線
- 沖縄県道209号大浜富野線
- 沖縄県道211号新川白保線
- 沖縄県道214号石垣空港線

### 路線バス
- 東運輸 - 石垣島内各地を運行する。
- カリー観光 - 石垣空港と離島ターミナルを結ぶ直行バスを運行する。

### 港湾
- 石垣港（重要港湾）

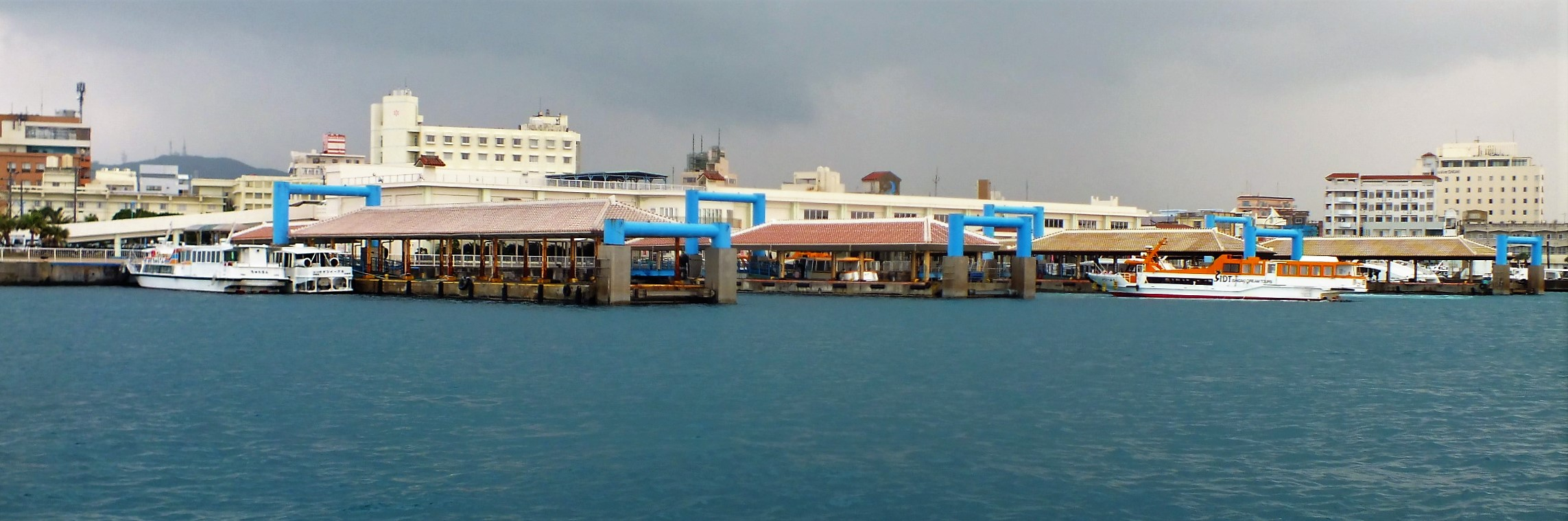
石垣港離島ターミナル

  - 客船（高速船）が発着する石垣港離島ターミナルは、八重山列島各地への交通の拠点となっている。貨客船（フェリー）は八島ふ頭に発着する。
  - - 竹富島（竹富東港）・小浜島（小浜港）・黒島（黒島港）・西表島（大原港・上原港）・鳩間島（鳩間港）
    - 安栄観光、八重山観光フェリーが客船（高速船）、貨客船（フェリー）を運航している。

  - - 波照間島（波照間港）
    - 安栄観光が客船（高速船）、貨客船（フェリー）を運航している。

  - - 与那国島（久部良港）
    - 福山海運が貨客船（フェリー）を運航している。

## 放送

### テレビジョン
- 石垣島南部及び周辺離島（竹富島・黒島・小浜島など）、西表島東部、さらに波照間島までカバーする石垣中継局と、石垣島北部をカバーする川平中継局の2ヶ所ある。
- アナログ放送時代は、NHKはVHF、民放はUHFで放送していたため、RBCテレビは10、OTVは8と、親局と同じチャンネルに合わせているところが多く、石垣島の日刊紙八重山毎日新聞や八重山日報のラテ欄でもRBCは10、OTVは8とCH表示していた。ちなみにNHKは、総合9、教育12と、当時の石垣局のチャンネルを表示していた。
- 石垣島では、1993年12月16日に新規に中継局が出来るまでは、石垣ケーブルテレビにおいて、当該民放両局と、系列キー局のTBSとフジテレビの番組の時差配信をしていたものの、テレビ朝日や日本テレビに比べ少なかった。
- QABは、開局以来長らく宮古島同様アナログ中継局もなく、石垣ケーブルテレビでの再配信も行われていないため、テレビ朝日系の番組はほとんど見られなかったが、2009年、開局14年にしてようやくデジタル中継局が開局し、14年ぶりにテレビ朝日系の番組が見られるようになった。
- 2006年に沖縄県内でも開始された地上デジタルテレビジョン放送は、石垣島ではNHKが2008年12月に石垣中継局で開始され、2009年4月に川平中継局で開始。民放は2009年10月21日に石垣中継局をはじめとした八重山各地で開始された（アナログ放送をしていなかったQABもデジタル新局として開局。なお石垣ケーブルテレビ加入者は、デジアナ変換（レターボックス16:9）を利用することでアナログ放送での視聴は可能だった）。

テレビ中継局周波数一覧
（TVの単位はch）
| 所在地 （リモコンキーID） | 総合 （1） | 教育 （2） | RBC （3） | OTV （8） | QAB （5） |
| ------------------------- | ---------- | ---------- | --------- | --------- | --------- |
| 石垣（出力100W）          | 26         | 24         | 33        | 35        | 36        |
| 川平（出力30W）           | 22         | 18         | 19        | 20        | 21        |

### ラジオ
- NHK3波すべてと、RBCiラジオとROKが中継局を設置しているが、AM局のRBCiとROKはFMによる中継局が設置されている。一方FM沖縄は直接受信できず、中継局設置の予定は今のところないが、2017年10月2日からradikoにて有料会員制のエリアフリー・無料両方とも聴取可能になった。
- 2007年7月15日に、八重山地方では初のコミュニティFMであるFMいしがきサンサンラジオが開局（76.1MHz）。

ラジオ中継局周波数一覧
（単位はNHKAMがkHz、ほかはMHz）
| 所在地 | NHK1 | NHK2 | NHKFM | RBCi | ROK  | FMいしがき |
| ------ | ---- | ---- | ----- | ---- | ---- | ---------- |
| 石垣   | 540  | 1521 | 87.0  | 78.5 | 79.9 | 76.1       |
| 川平   |      |      | 77.7  | 78.5 | 79.9 |            |

- 出力はNHKAMが1kW、NHKFMと民放ラジオが100W、FMいしがきが20W。

## 名所・旧跡・観光スポット

### 文化財

#### 史跡
- フルスト原遺跡 - オヤケアカハチの居城跡といわれる。
- 先島諸島火番盛 - 18ヶ所の火番盛（遠見番所）からなる史跡で、そのうち平久保遠見台、川平火番盛が石垣島内に所在する。
- 川平貝塚

#### 名勝
- 川平湾 - 「川平湾及び於茂登岳」として名勝に指定。
- 於茂登岳 - 同上。また、西表石垣国立公園の特別保護地区に指定されている。
- 石垣氏庭園

#### 天然記念物
- 石垣島平久保のヤエヤマシタン
- 米原のヤエヤマヤシ群落
- 荒川のカンヒザクラ自生地
- 宮良川のヒルギ林
- 平久保安良のハスノハギリ群落
- 石垣島東海岸の津波石群 - 石垣島内または沿岸にある津波大石、高こるせ石、あまたりや潮荒、安良大かね、バリ石の5つの津波石が指定されている。
- ンタナーラのサキシマスオウノキ群落

#### 重要文化財
- 宮良殿内（みやらどんち） - 建物は重要文化財、庭園は名勝に指定。
- 旧和宇慶家墓 - 重要文化財。
- 権現堂 - 重要文化財。桃林寺に隣接。

#### 登録有形文化財・登録記念物
- 石垣やいま村 - 旧八重山民俗園。旧牧志家住宅、旧森田家住宅、旧大濱家住宅、旧喜舎場家住宅の4棟の登録有形文化財を含む八重山の古民家を移築・保存。
- 渡久山家住宅 - 登録有形文化財。
- 入嵩西家住宅 - 登録有形文化財。
- 仲本氏庭園 - 登録記念物。

### その他
- 野底岳（野底マーペー） - 西表石垣国立公園の特別地域に指定されている。
- 白保サンゴ礁 - 海域が西表石垣国立公園の海域公園地区に、海岸が特別地域に指定されている。
- 平久保崎・平久保埼灯台
- 玉取崎展望台
- 名蔵アンパル - 西表石垣国立公園特別地域、ラムサール条約登録地、環境省指定「特定植物群落」。
- 吹通川 - 西表石垣国立公園の特別地域に指定されている。
- 米原海岸 - 海域が西表石垣国立公園の海域公園地区に、海岸が特別地域に指定されている。
- 底地海水浴場
- 石垣御神埼灯台
- 桃林寺 - 八重山列島最古の仏教寺院。仁王像は沖縄県で現存最古の木彫像。
- 唐人墓
- 石垣市立八重山博物館
- オヤケアカハチの碑
- 730シィーシィーパーク（730記念碑）
- 沖縄県営バンナ公園
- 石垣島天文台
- 具志堅用高記念館
- ユーグレナモール

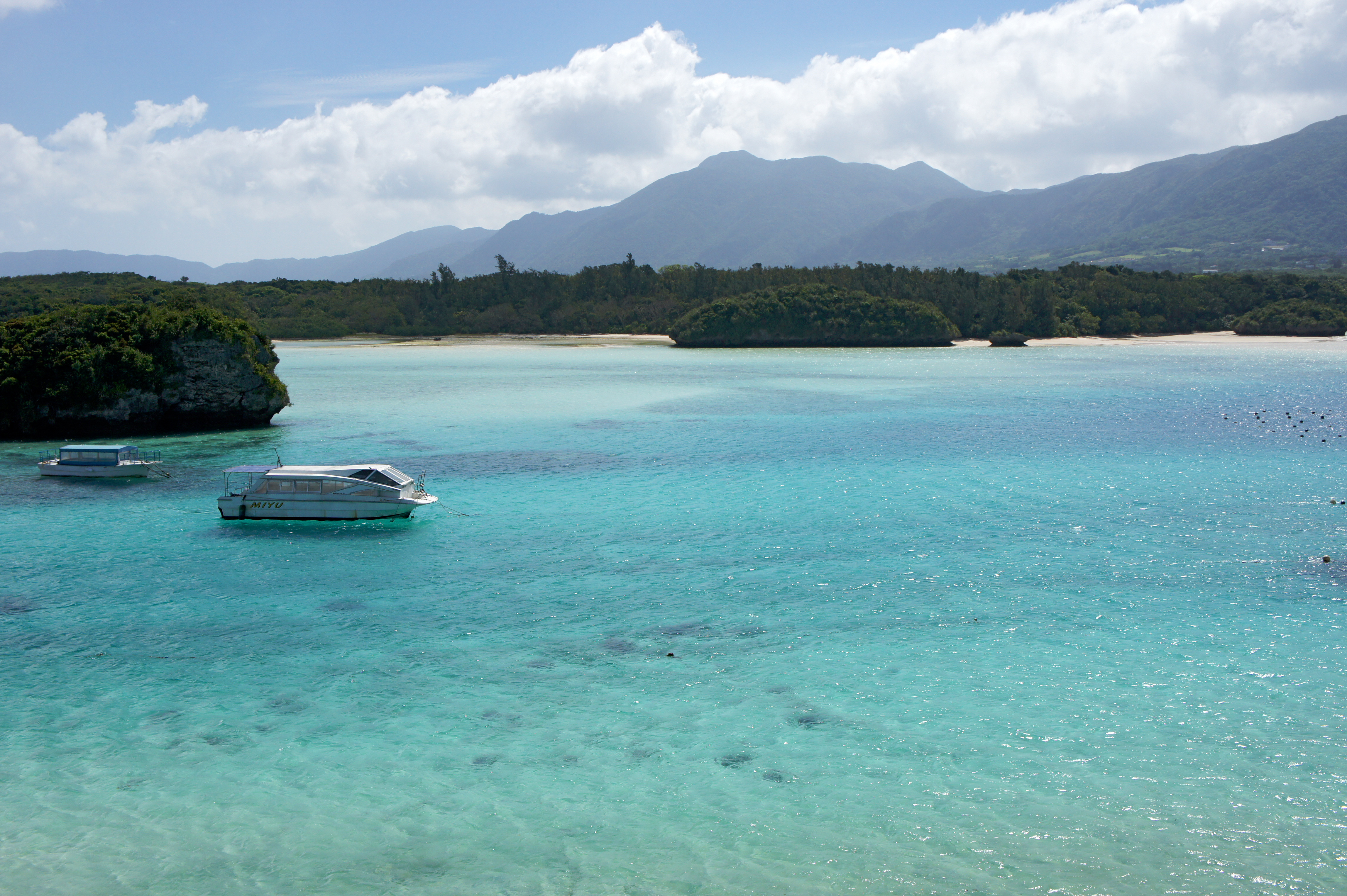
川平湾
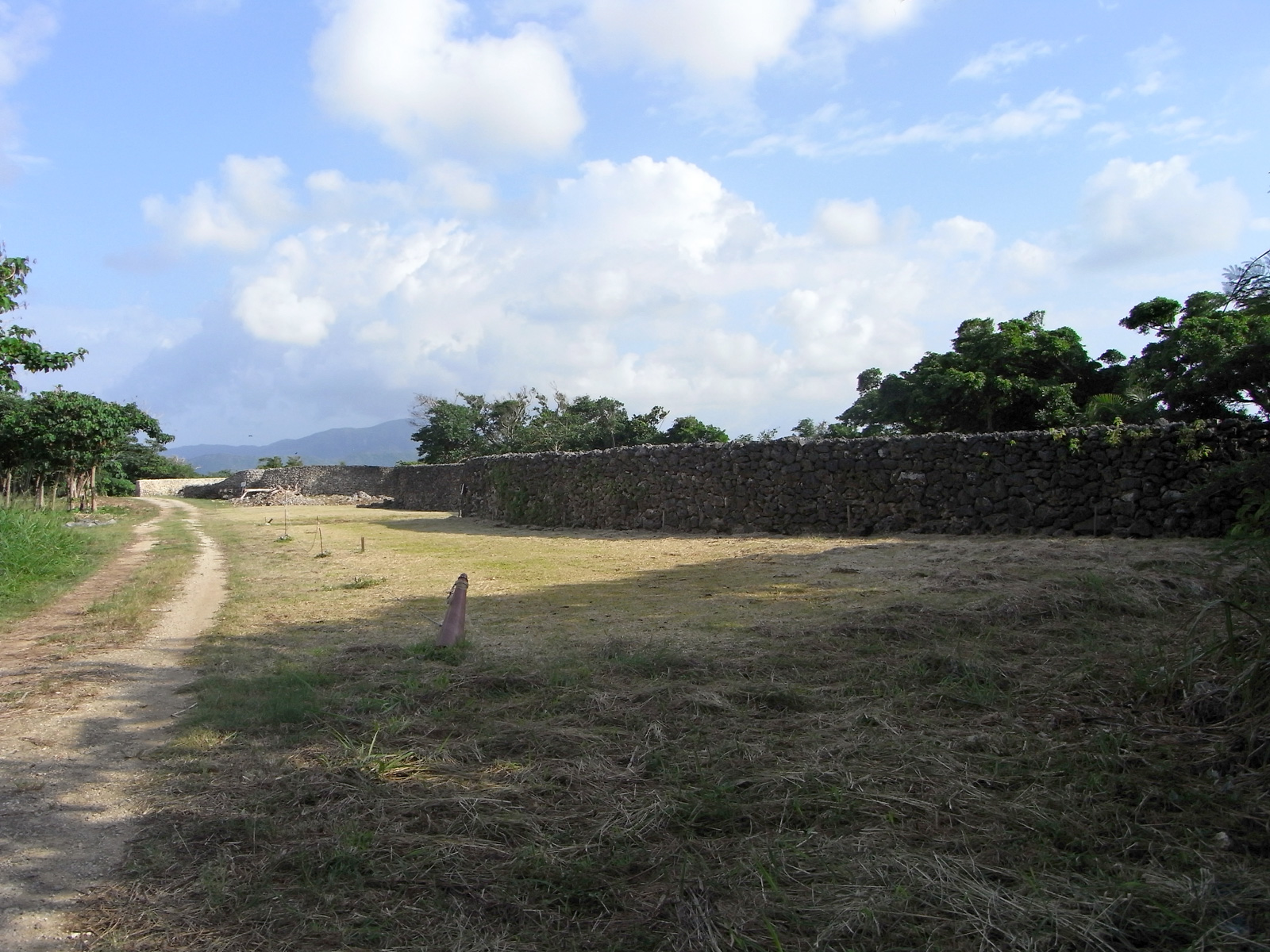
フルスト原遺跡
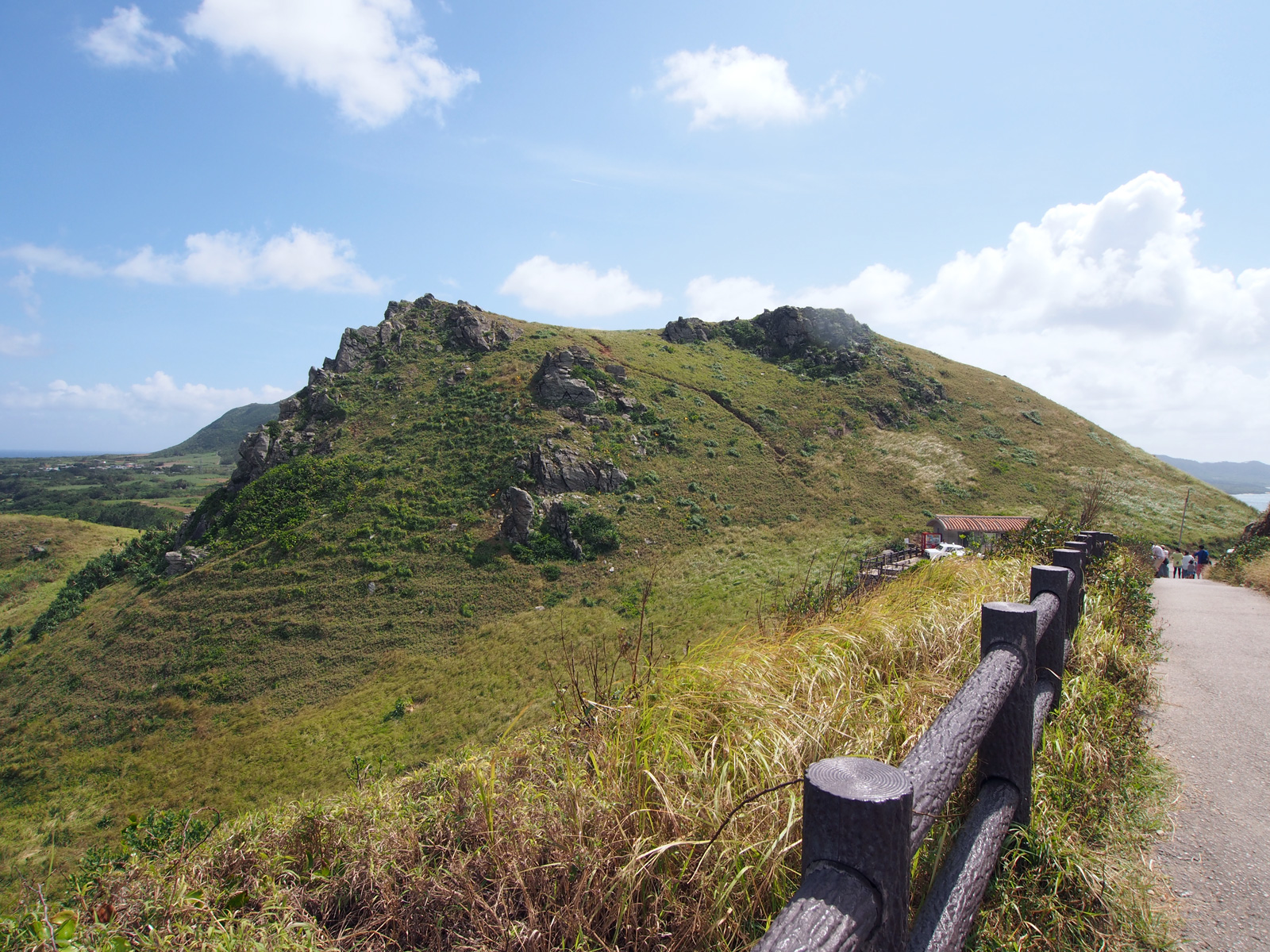
先島諸島火番盛・平久保遠見台
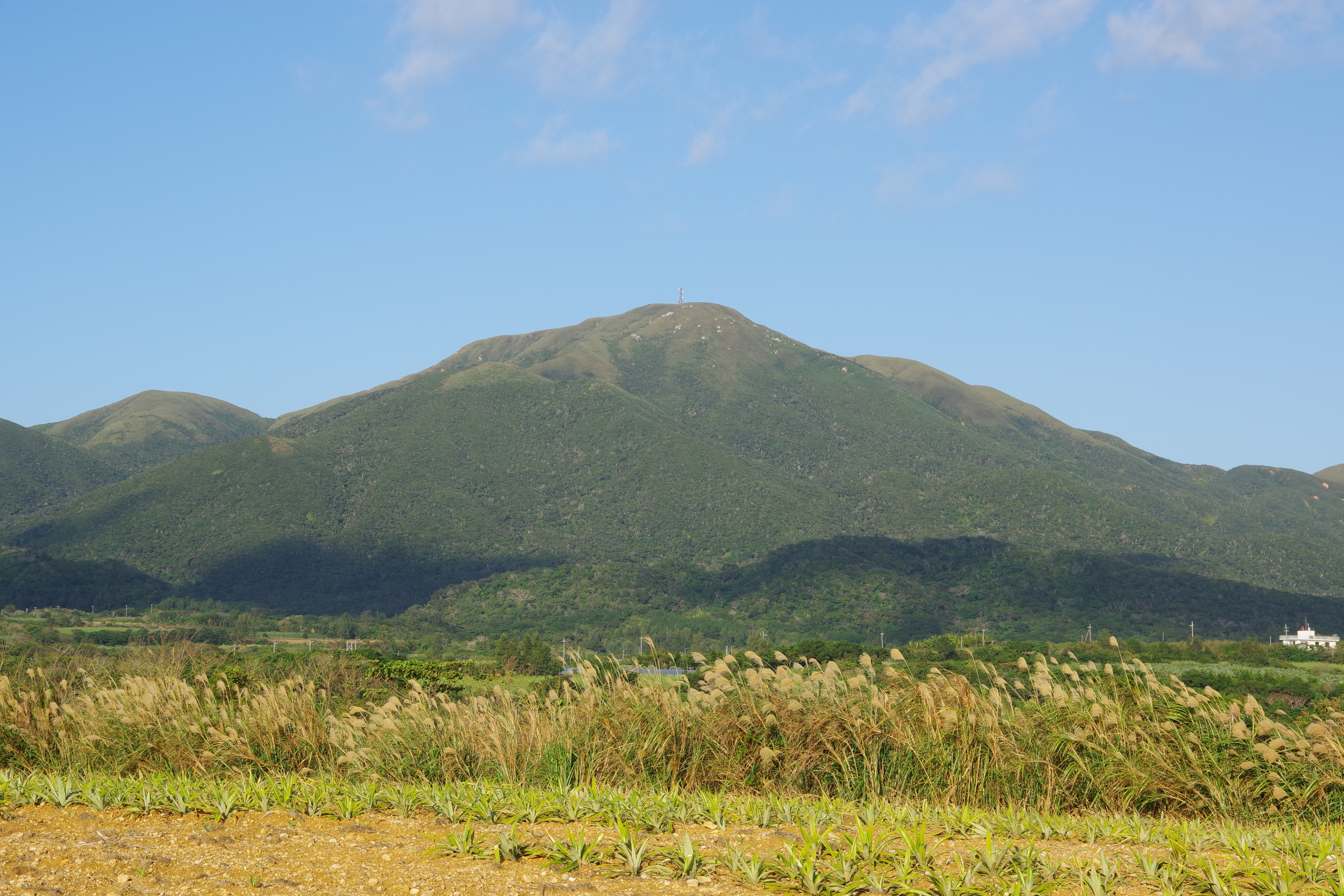
於茂登岳
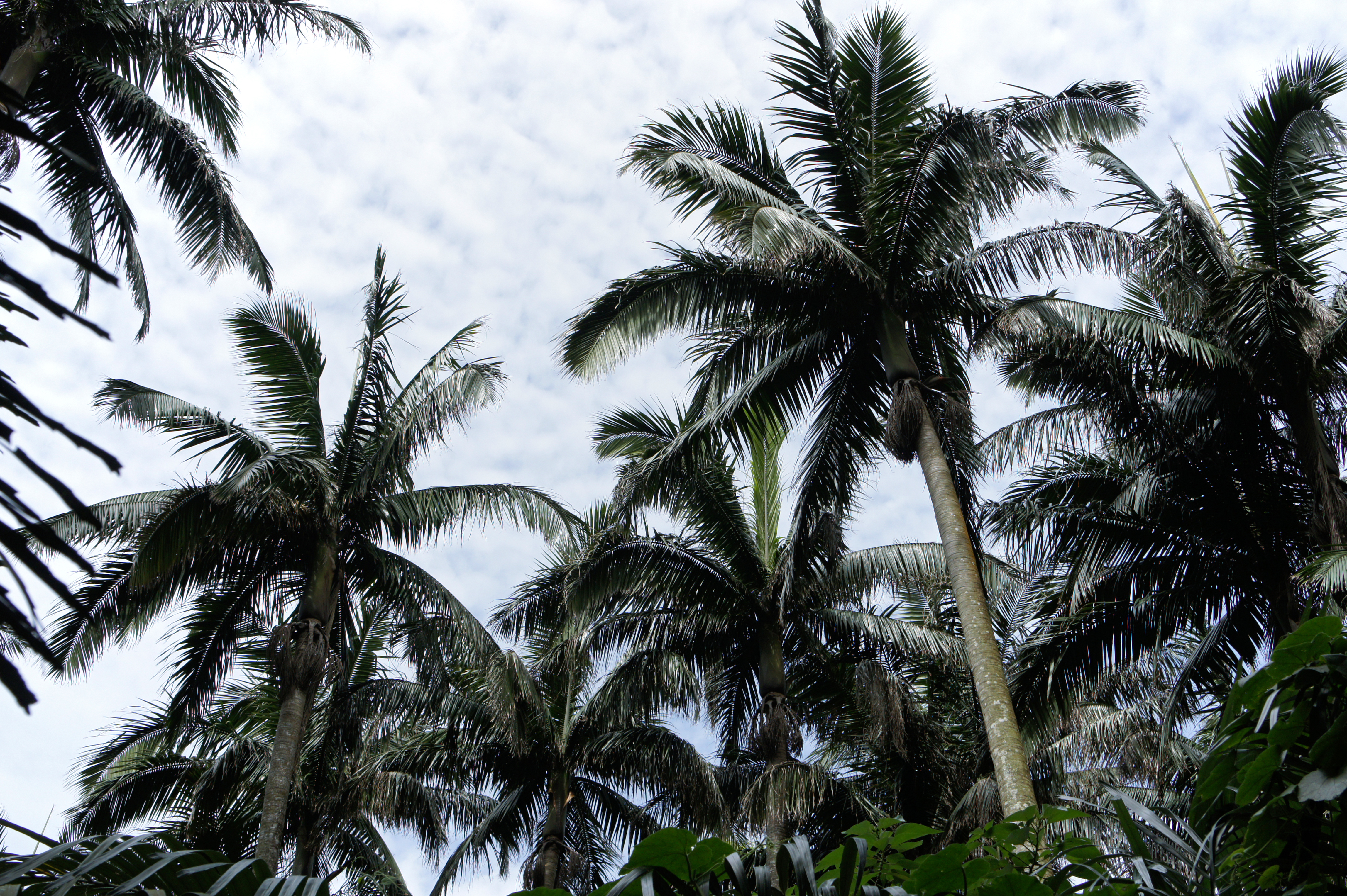
米原のヤエヤマヤシ群落
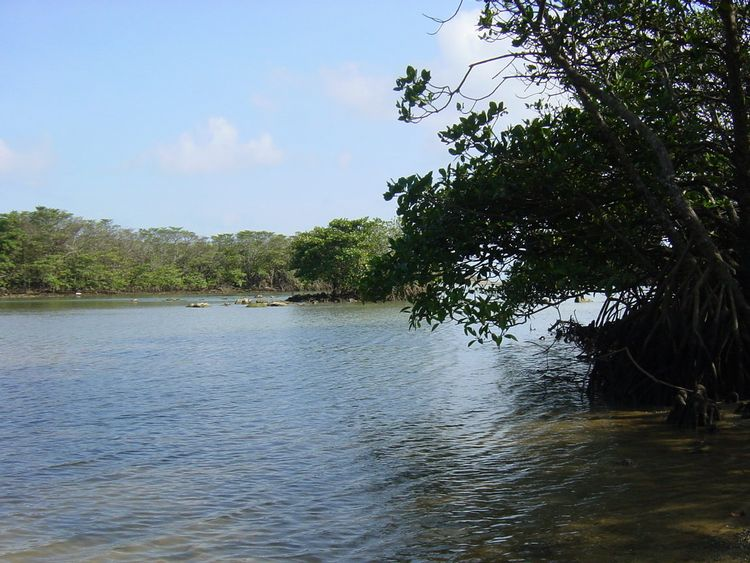
宮良川のヒルギ林
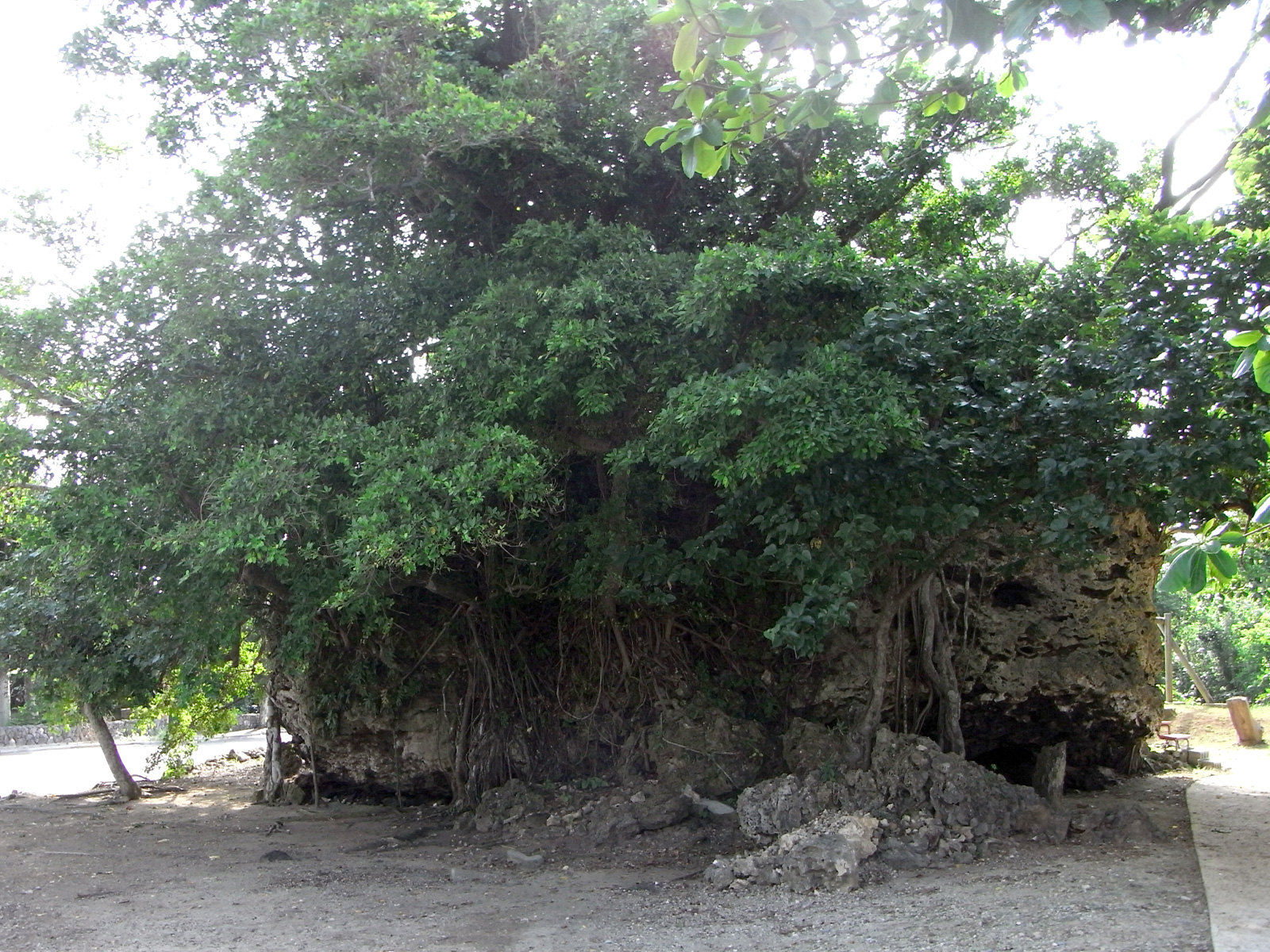
石垣島東海岸の津波石群・津波大石
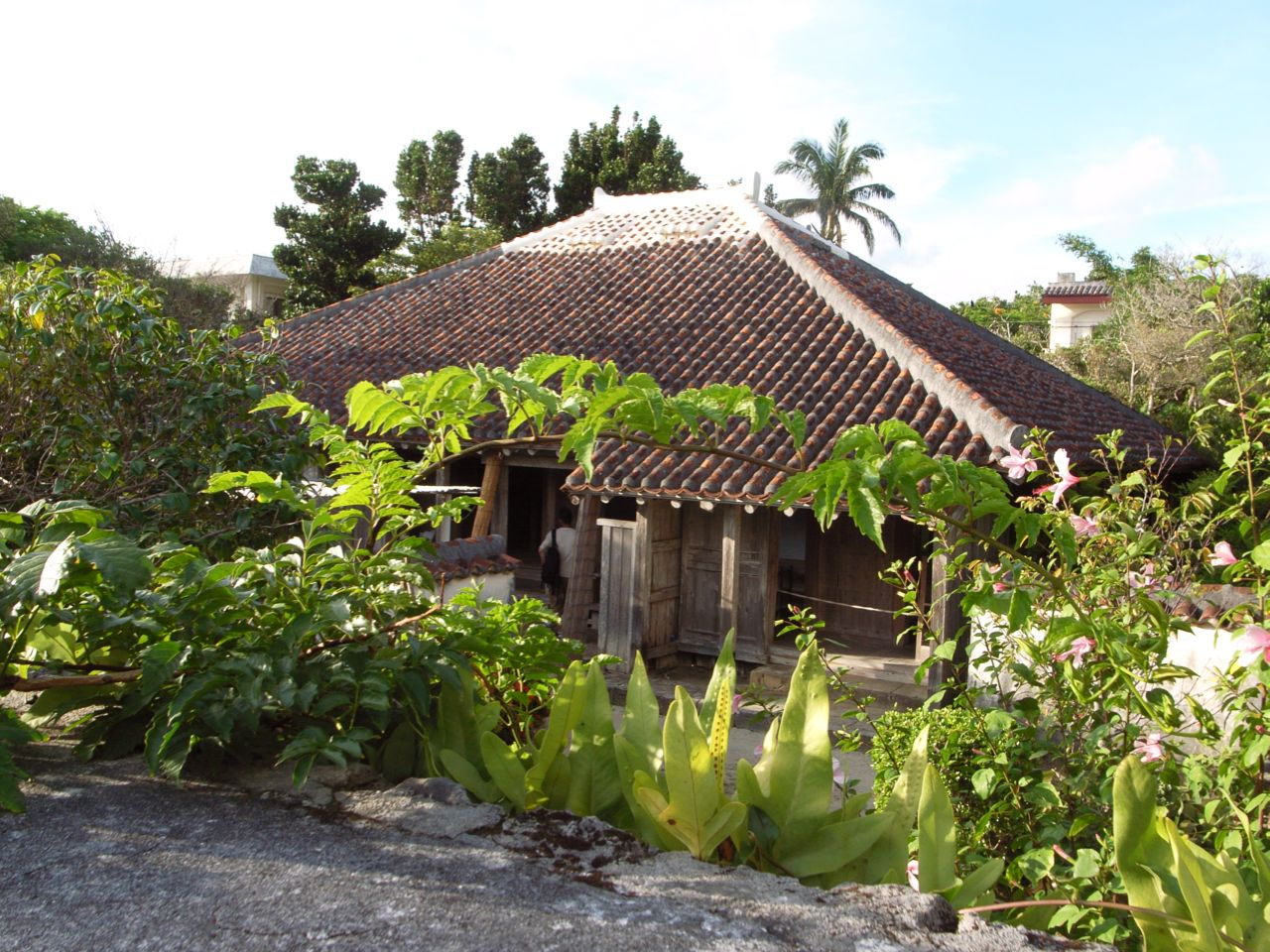
宮良殿内
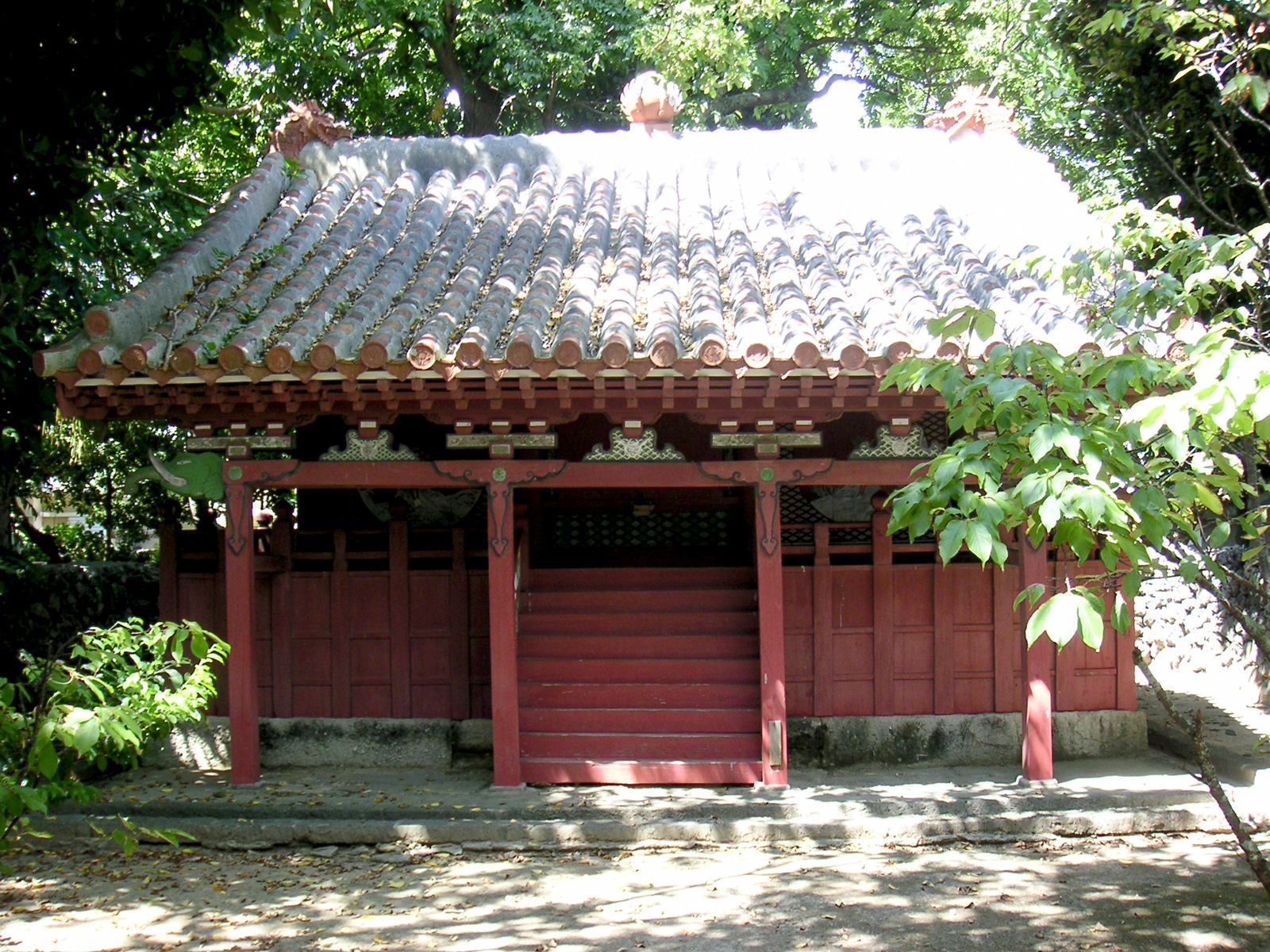
権現堂
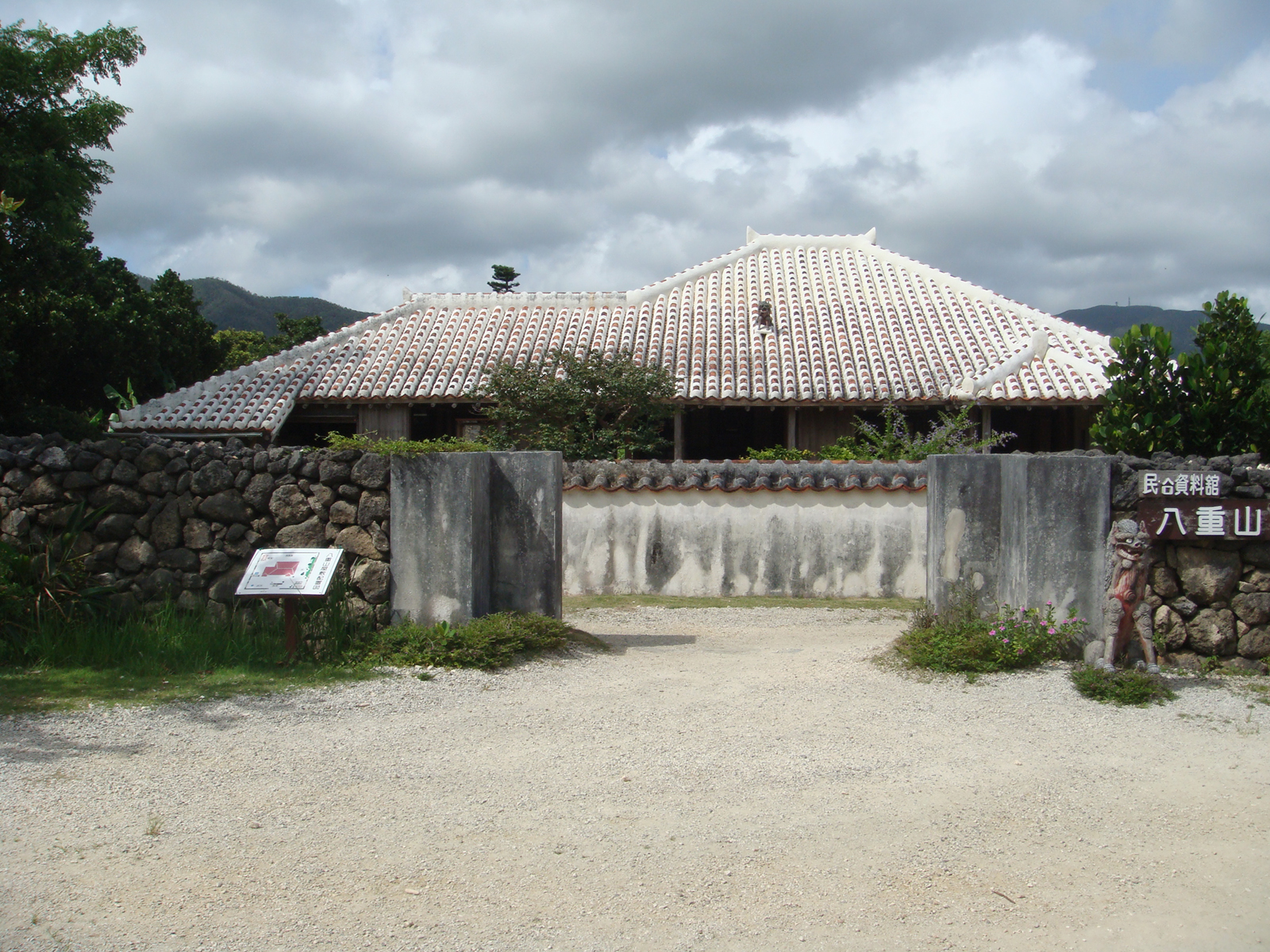
石垣やいま村・旧森田家住宅
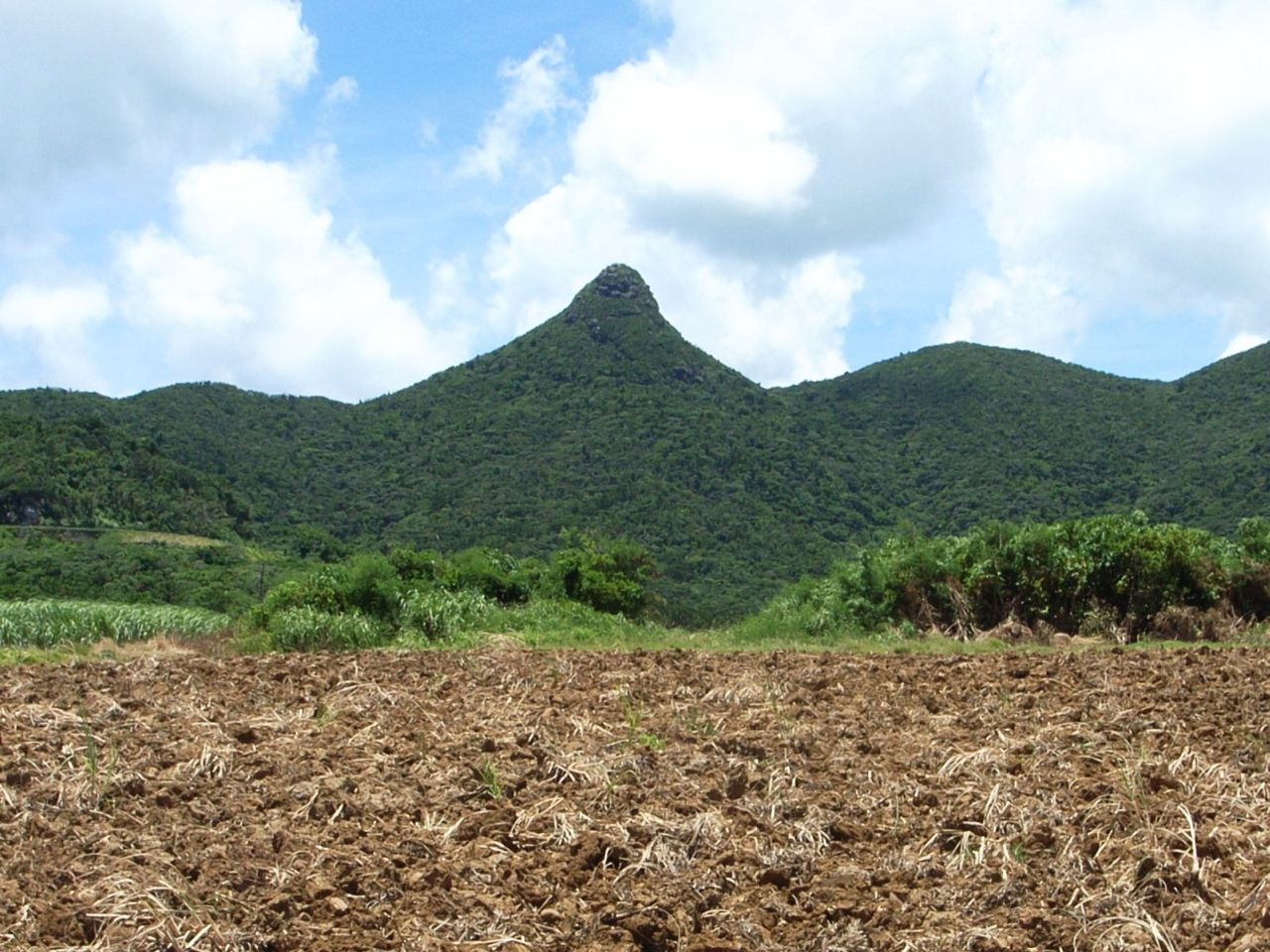
野底岳（野底マーペー）
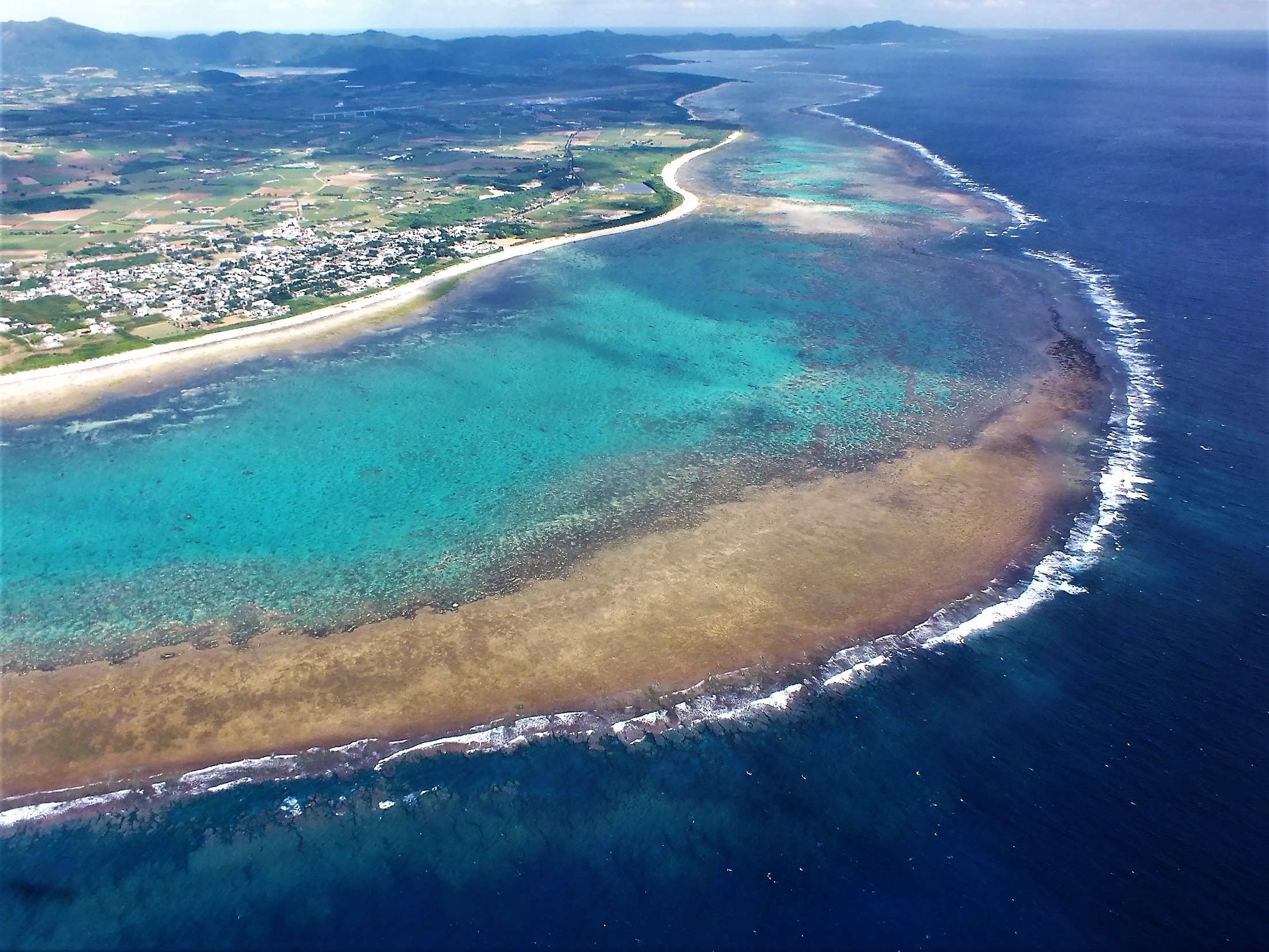
白保サンゴ礁空撮
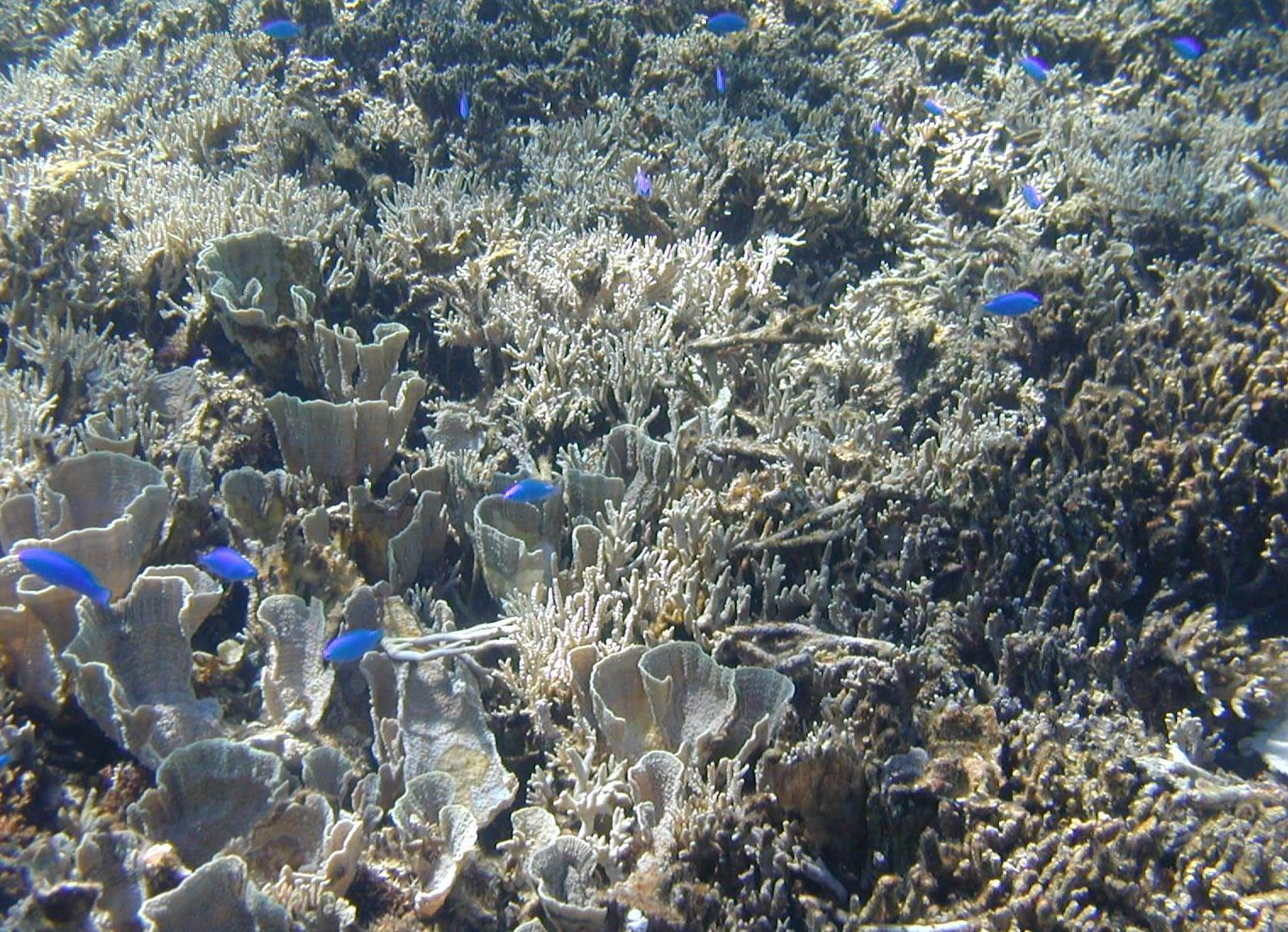
白保サンゴ礁
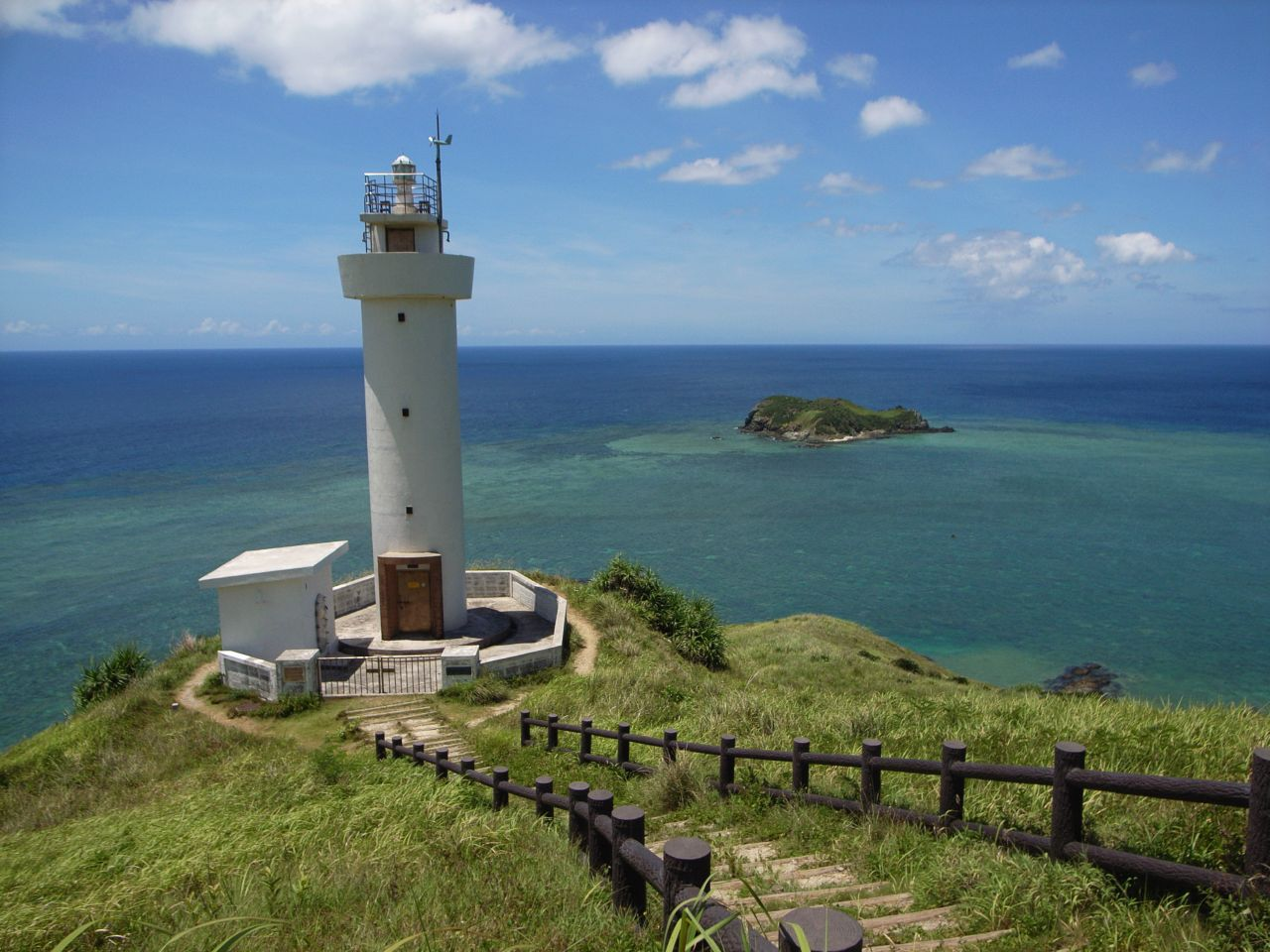
平久保崎・平久保灯台
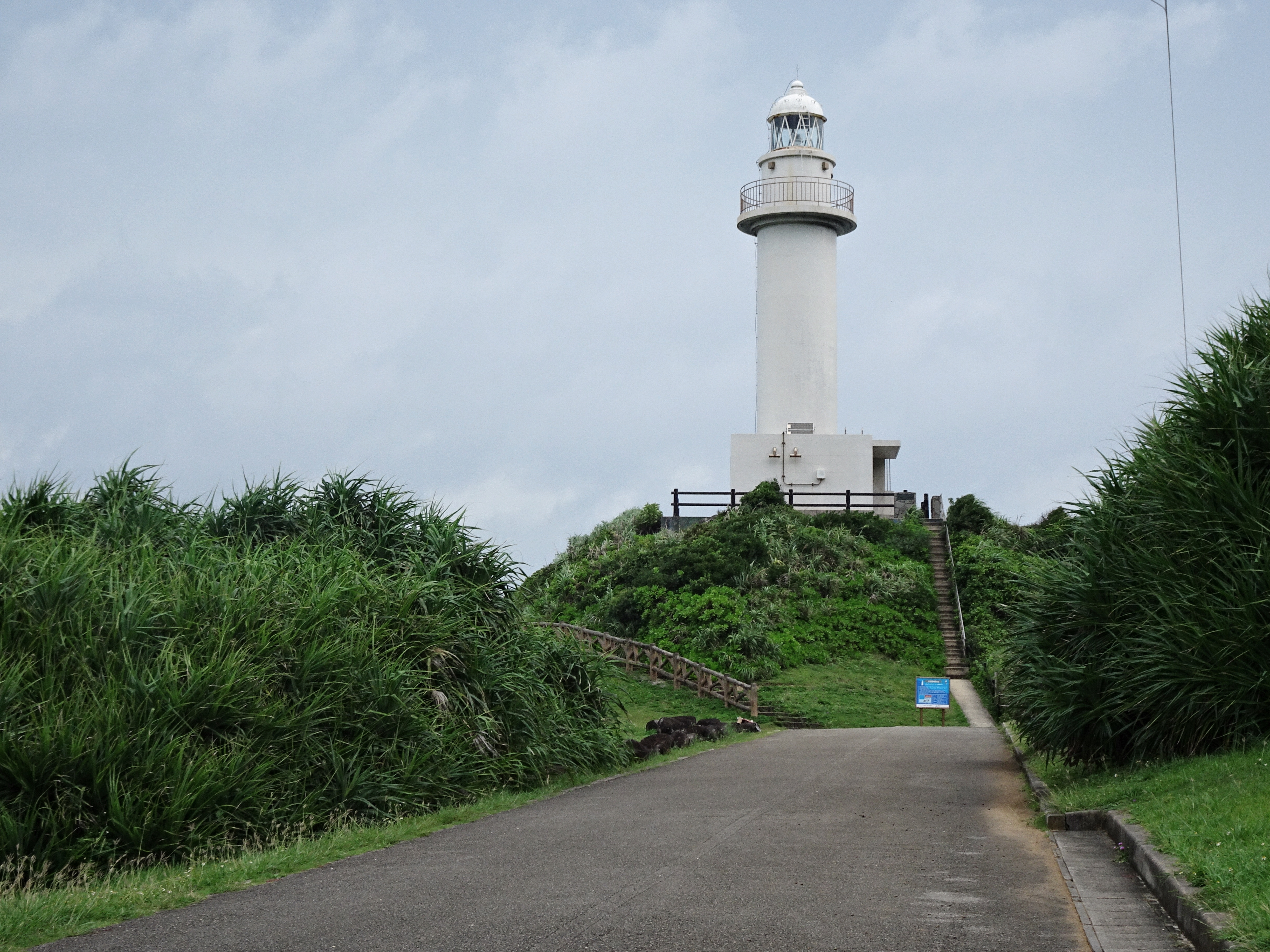
石垣御神埼灯台
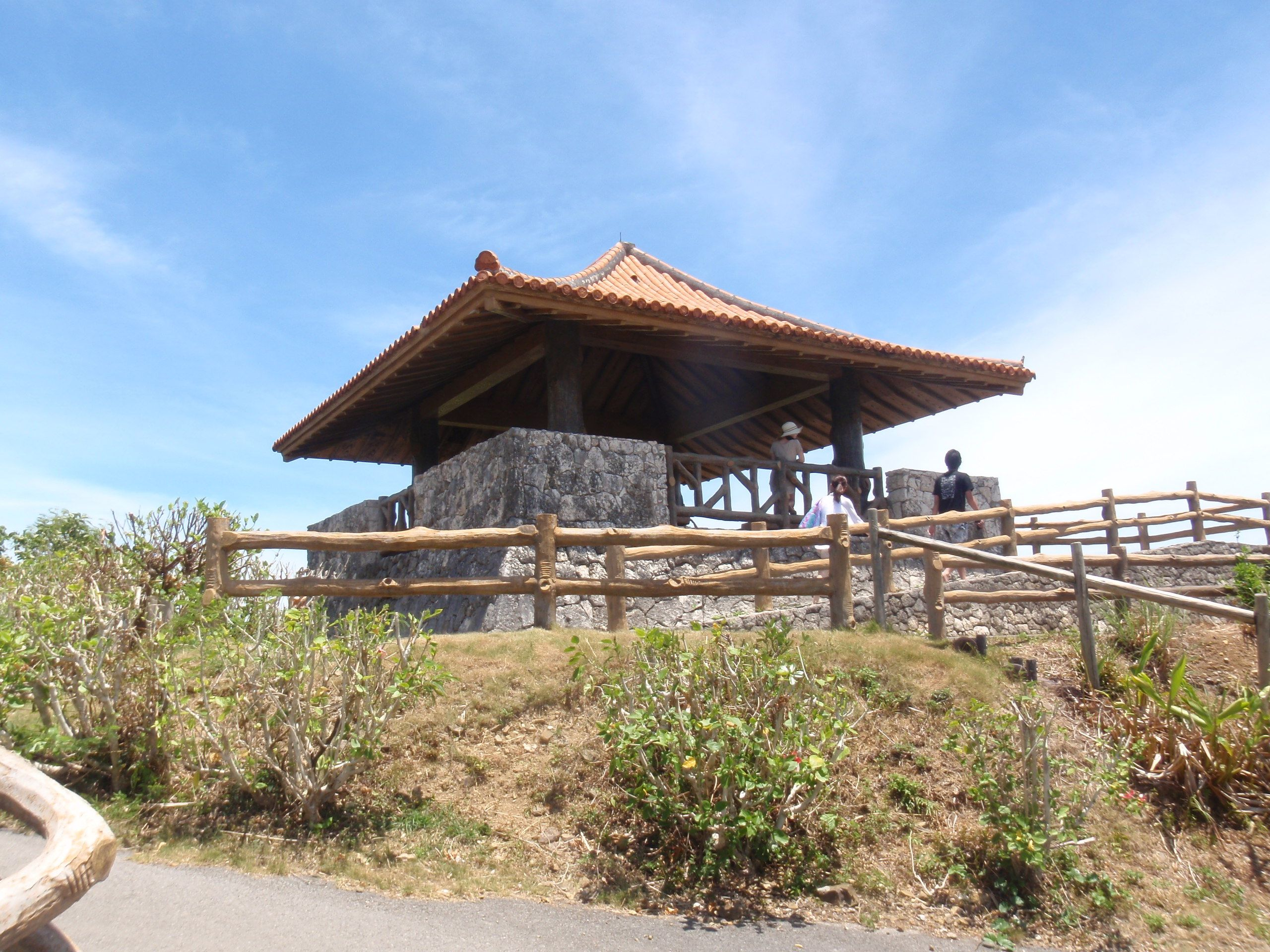
玉取崎展望台
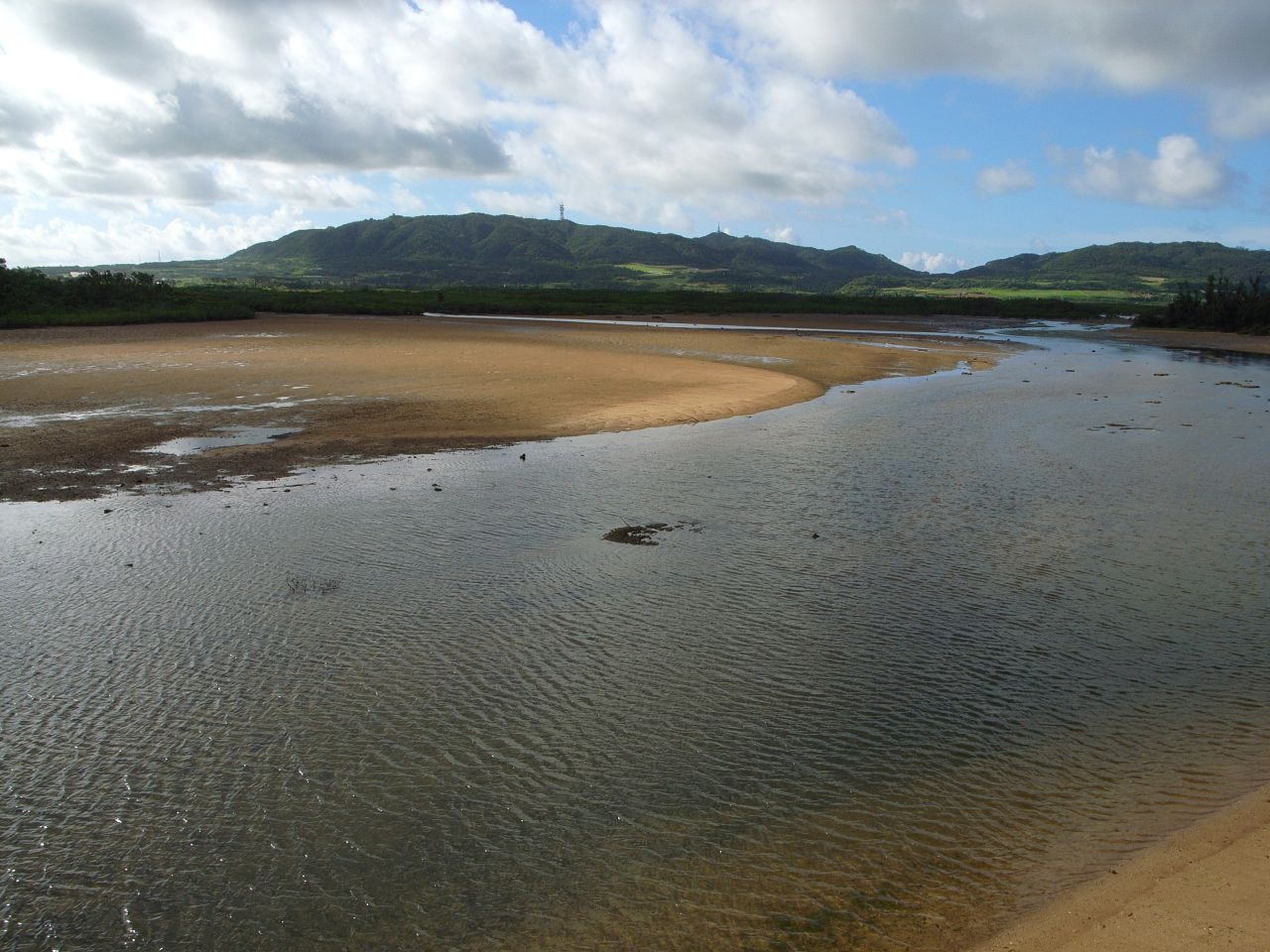
名蔵アンパル
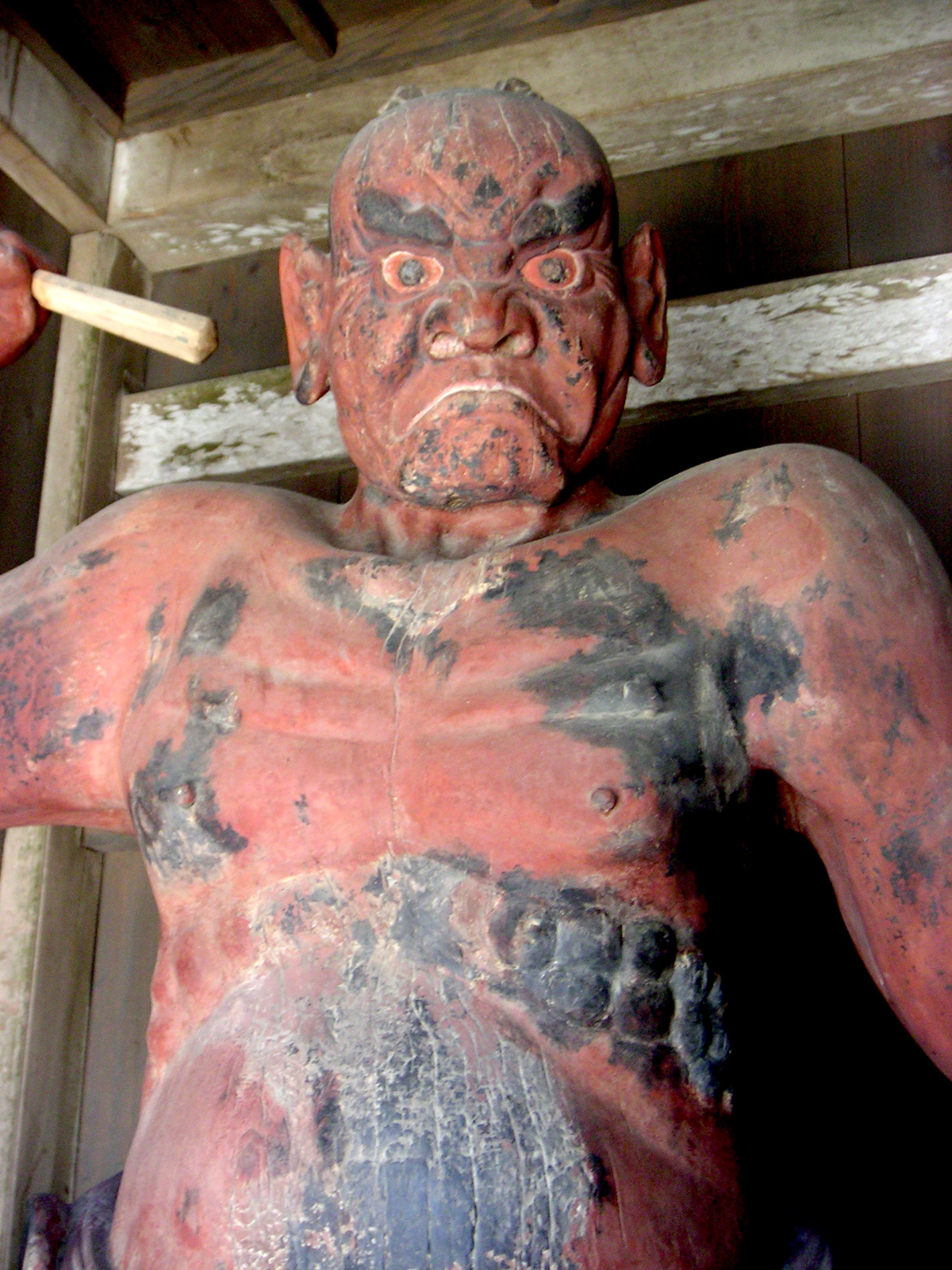
桃林寺仁王像（金剛力士像・吽形）
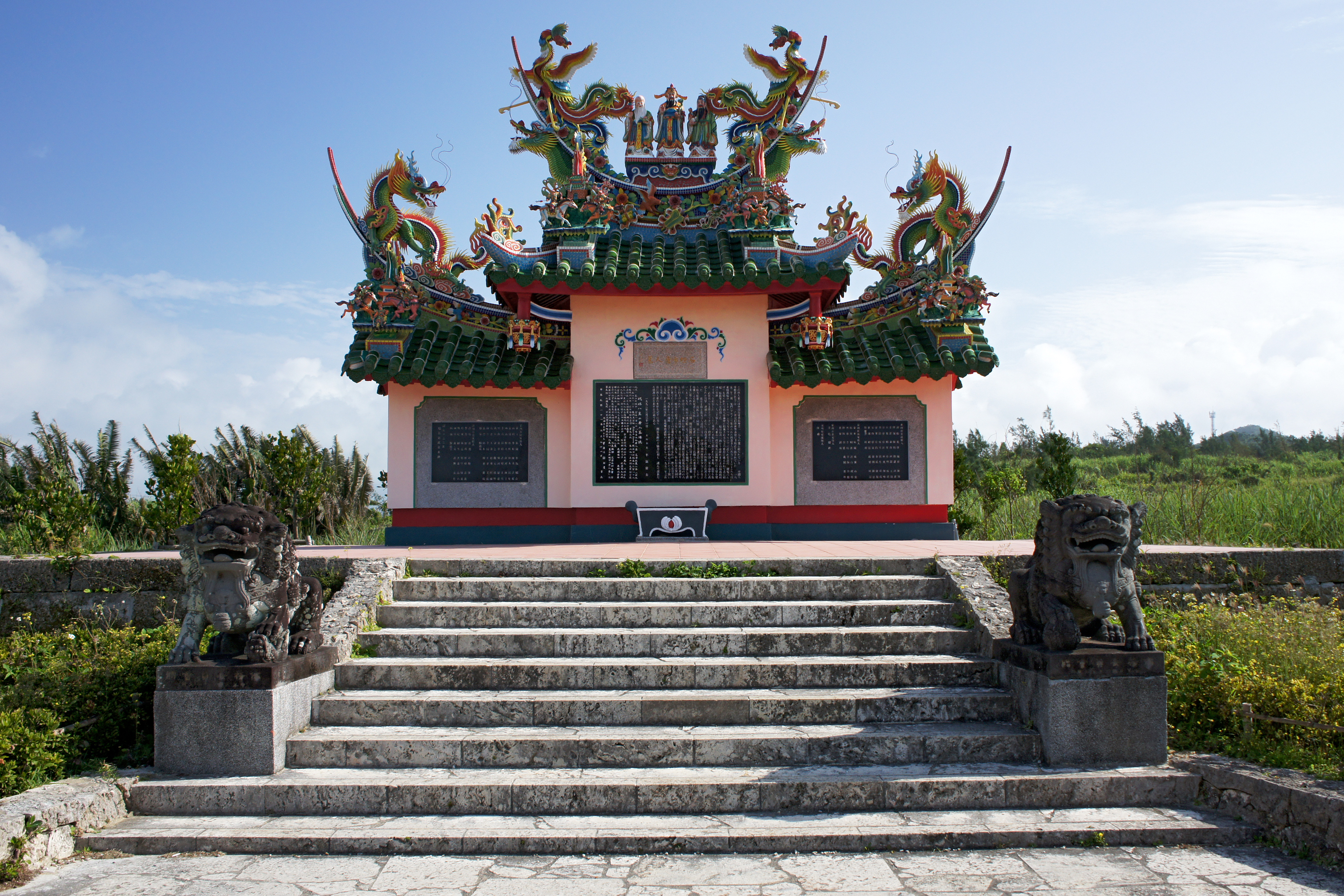
唐人墓
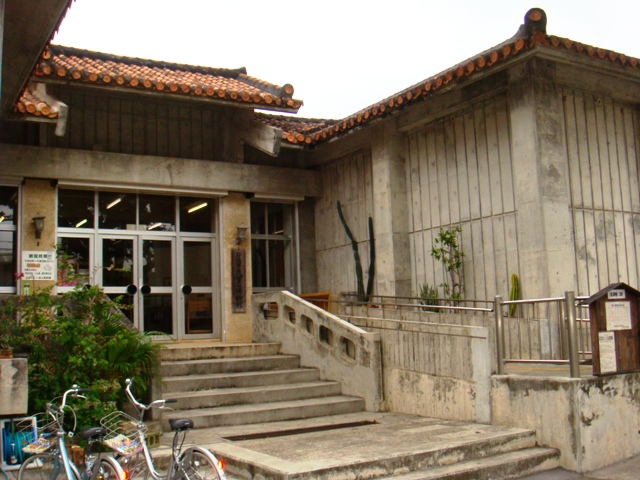
石垣市立八重山博物館
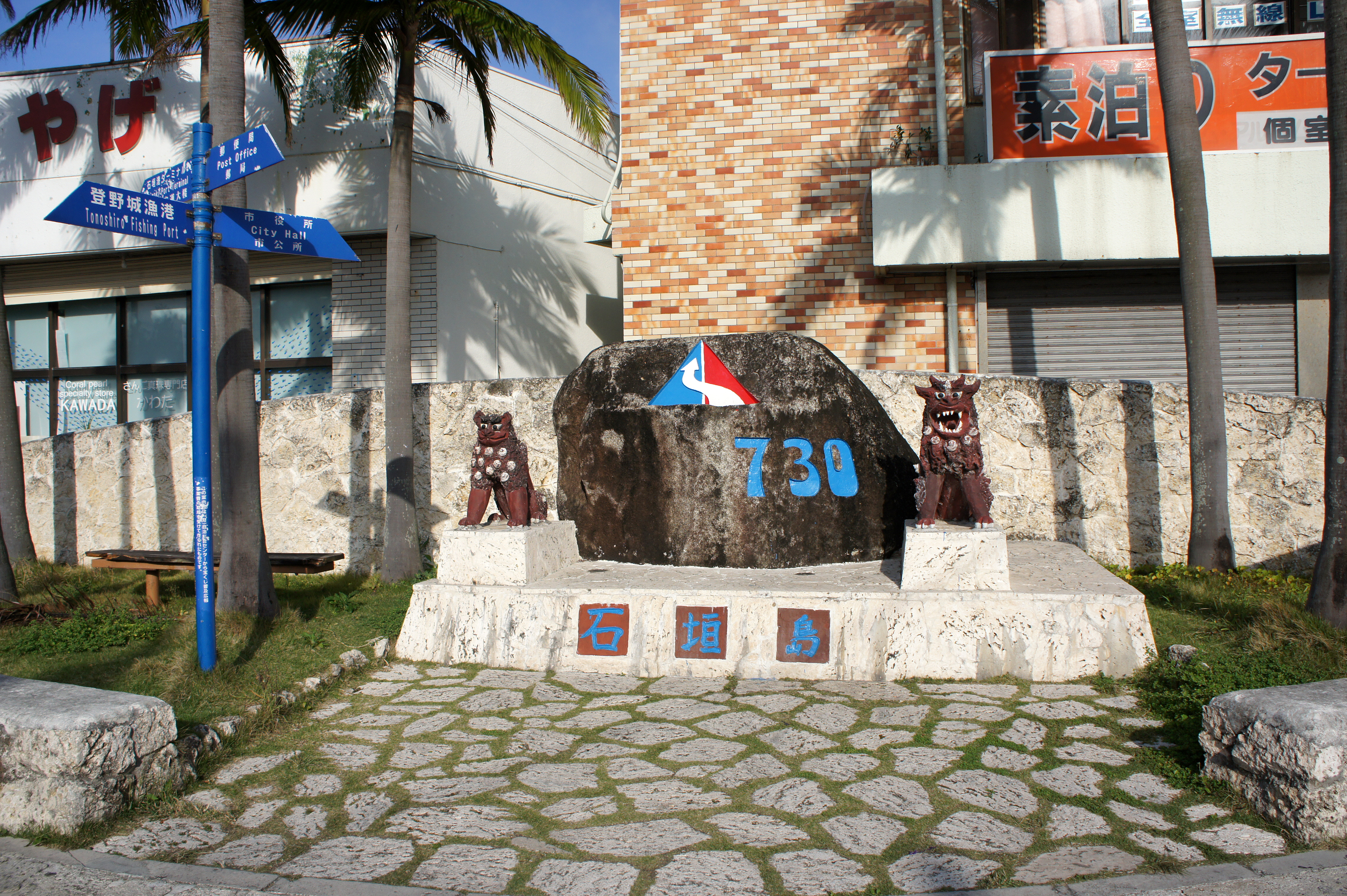
730シィーシィーパーク（730記念碑）
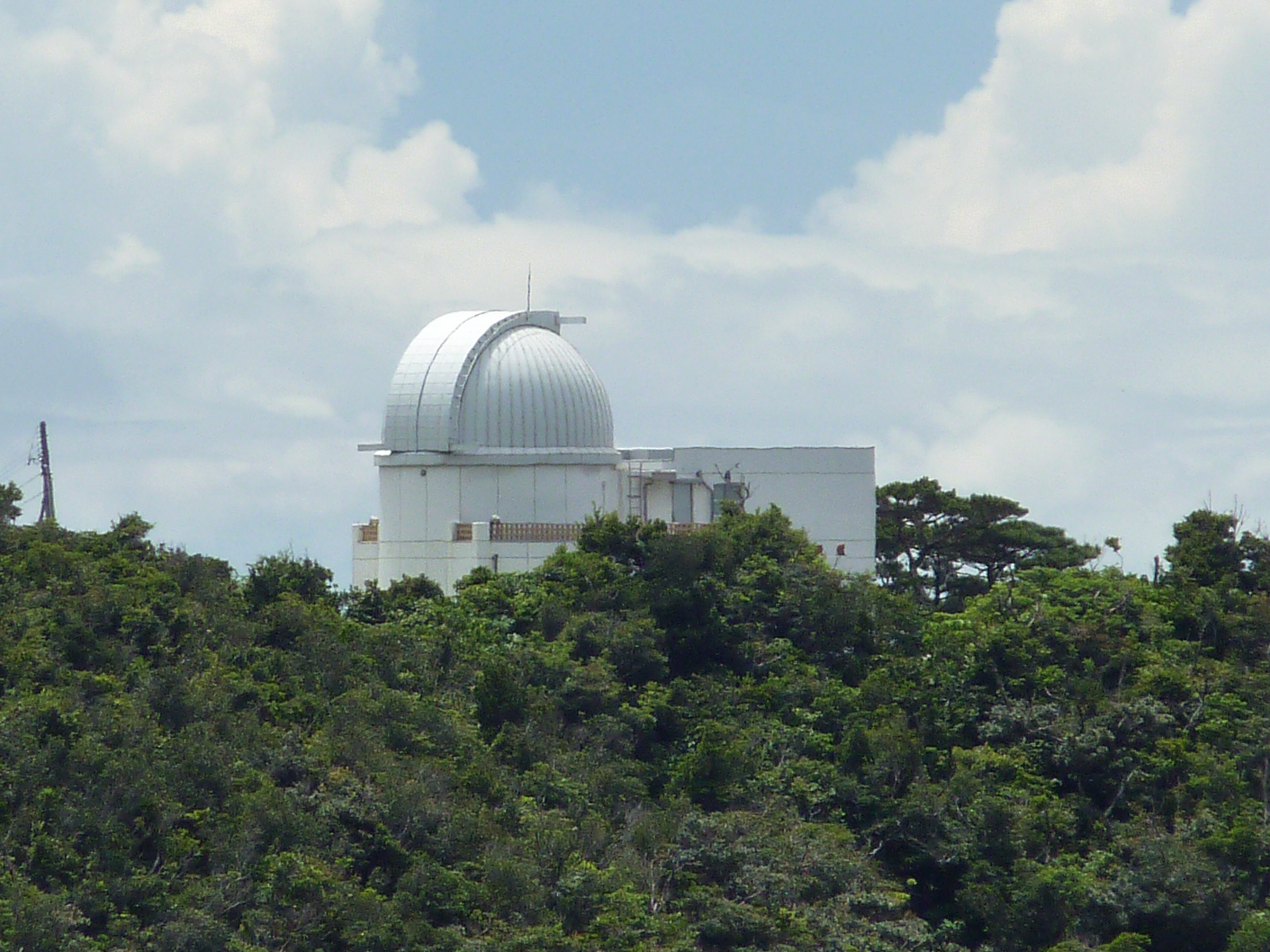
石垣島天文台
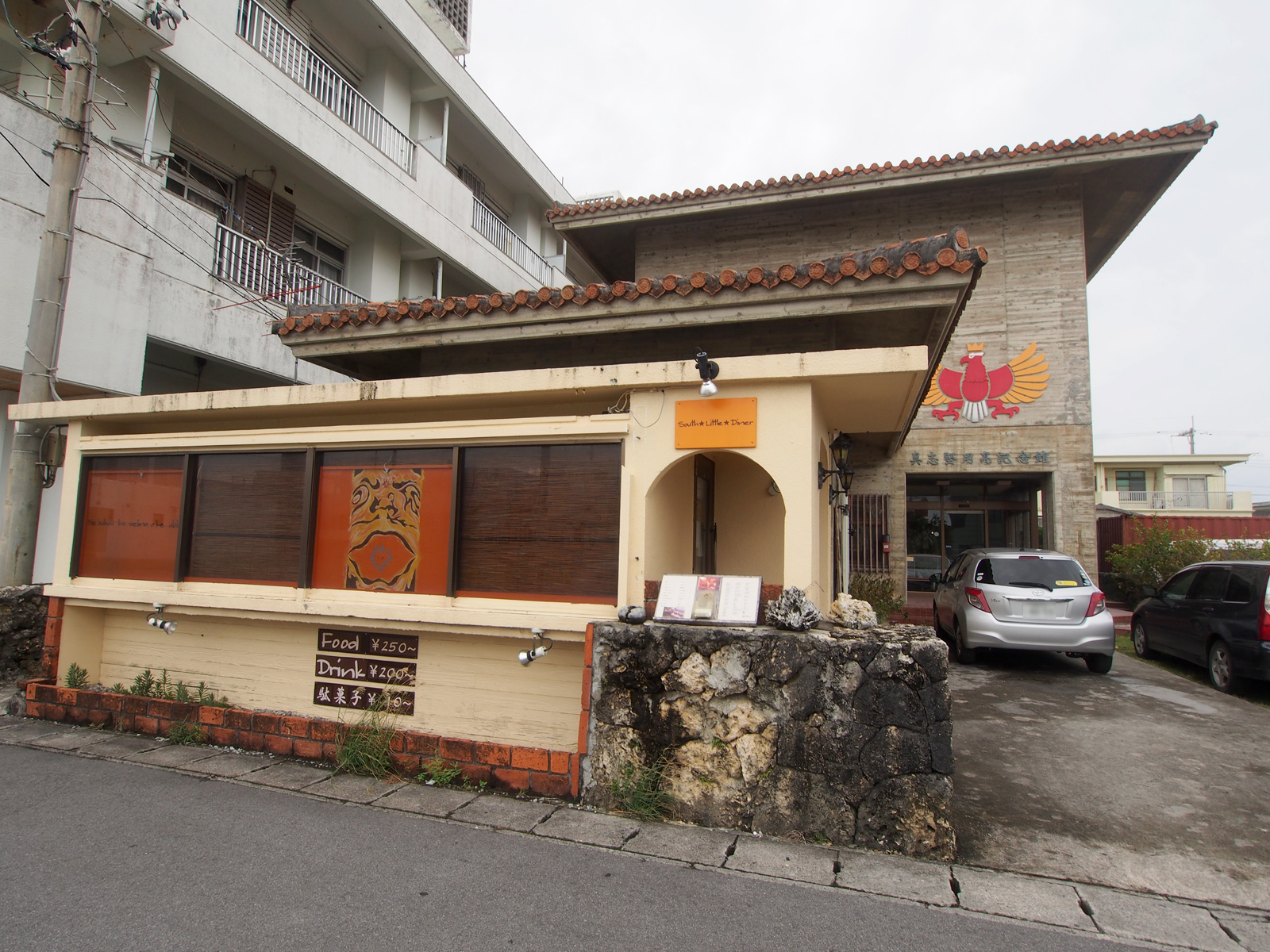
具志堅用高記念館
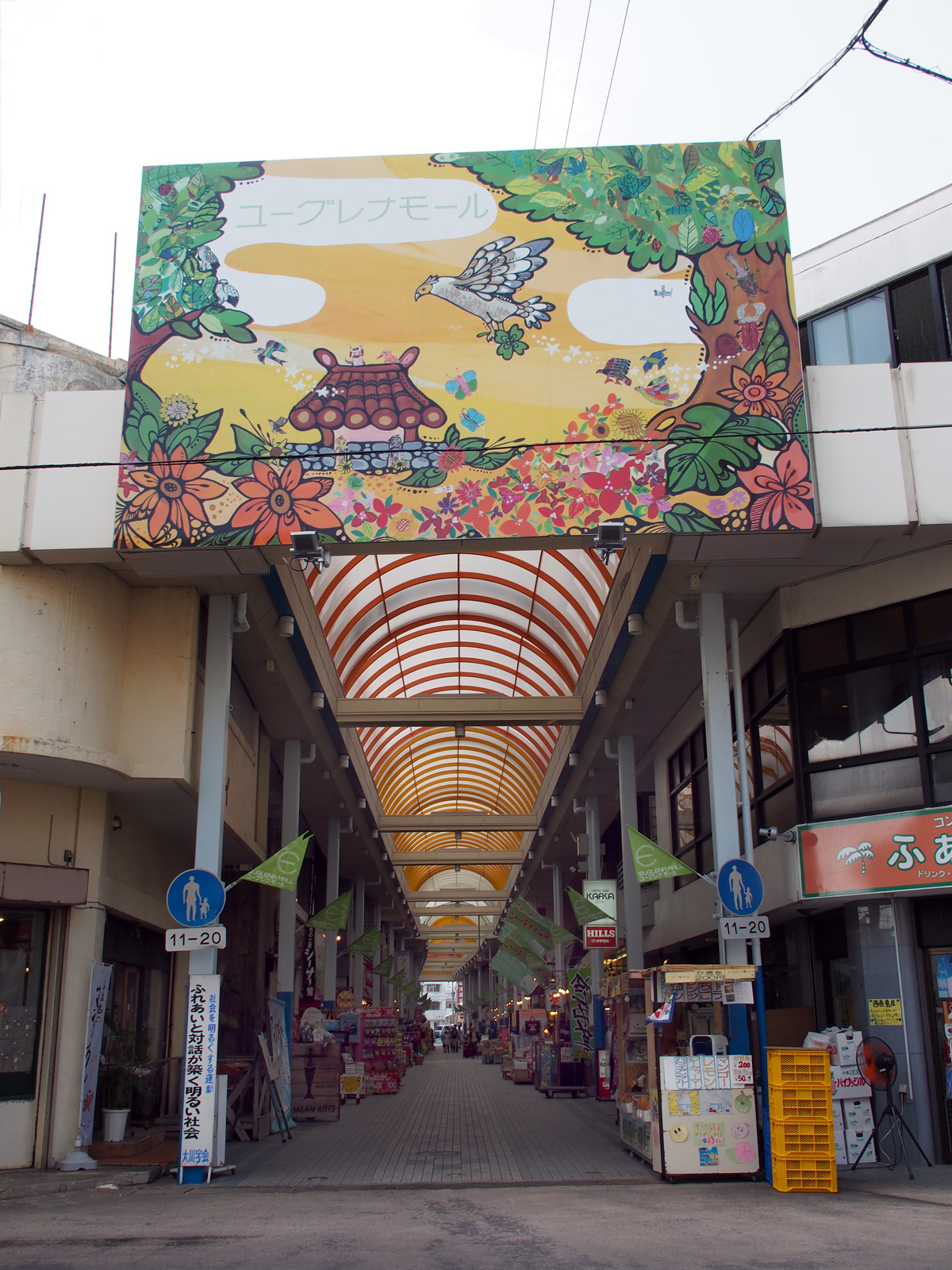
ユーグレナモール

## 祭事・催事
- 八重山毎日駅伝大会（1月中旬）
- 石垣島マラソン（1月中旬から下旬）
- 一六日祭（旧暦1月16日）
- サンゴウィーク（3月5日から11日）
- 八重山の海開き（3月中旬）（竹富町、与那国町と交代で開催）
- ITUトライアスロンワールドカップ石垣島大会（4月）
- 八重山の産業まつり（5月）
- ハーリー（旧暦5月4日）
- オリオンビアフェストin石垣（7月上旬の日曜）
- 石垣港みなとまつり（7月下旬）
- 豊年祭（7月-8月）
- 南の島の星まつり（旧暦の七夕前後）
- アンガマ（8月旧盆）
- 明石エイサー（8月旧盆）
- とぅばらーま大会（旧暦8月13日）
- 八重山古典民謡コンクール（10月）

## 出身有名人

### 政治・経済
- 大濵長照 - 医師、沖縄県石垣市長（第14-17代）、名誉市民[75]
- 大浜方栄 - 医師、参議院議員（2期）
- 中山義隆 - 沖縄県石垣市長（第18-19代）
- 比屋根毅 - 洋菓子職人、実業家、エーデルワイスグループ会長、市民栄誉賞受賞者[75]
- 前津盛和 - 内閣府官僚、内閣府沖縄総合事務局次長
- 前泊正人 - 沖縄県竹富町長（第13代）[76]
- 宮良長詳 - 医師、八重山支庁長

### 軍人
- 伊舎堂用久 - 陸軍中佐。陸軍特攻隊員。

### スポーツ
- 新城幸也 - 自転車ロードレース選手。市民栄誉賞[75]。
- 伊礼忠彦 - 元プロ野球選手（中日ドラゴンズ）。
- 大嶺祐太 - プロ野球選手（千葉ロッテマリーンズ）。
- 大嶺翔太 - （大嶺祐太の弟）プロ野球選手（千葉ロッテマリーンズ）。
- 加藤博剛 - 柔道家。
- 嘉弥真新也 - プロ野球選手（東京ヤクルトスワローズ）。
- 具志堅用高 - プロボクサー（WBA世界ライトフライ級王者）。市民栄誉賞[75]。
- 平良海馬 - プロ野球選手（埼玉西武ライオンズ）。市民栄誉賞[77]。
- 仲井真重次 - ボクシングトレーナー。

### 音楽
- 新良幸人 - ミュージシャン、パーシャクラブメインボーカル・三線。琉笛。
- I-lulu - ミュージシャン。
- MC RYOW.AG - 「Mセットラッパーズ!!」メンバー。
- 大島保克 - 歌手。
- 世持桜 - 八重山民謡歌手。
- カワミツサヤカ - ミュージシャン。元BUBBLEGUMのボーカル・ギター。
- きいやま商店 - リョーサ（崎枝亮作）、大ちゃん（崎枝大樹）、マスト（崎枝将人）の3人組音楽グループ。
- 国吉なおみ - 音楽グループ「ピアチェーレ」のメンバー。
- 大工哲弘 - 歌手。
- 夏川りみ - 歌手。市民栄誉賞[75]。
- 成底ゆう子 - シンガーソングライター。
- BUBBLEGUM - ミュージシャン。
- BEGIN - ミュージシャン。市民栄誉賞[75]。
- B-SHOP - ミュージシャン。
- ミヤギマモル - ミュージシャン。
- 宮良牧子 - 歌手、チュラマナボーカル。
- やなわらばー - ミュージシャン。
- 山森大輔 - ミュージシャン、ROCK'A'TRENCHボーカル・ギター。
- rica tomorl - ミュージシャン。元東京エスムジカボーカル（当時は本名の「平得美帆」）。
- RYOEI - ミュージシャン。
- RYOTATSU - ミュージシャン、SEX MACHINEGUNSギタリスト。

### 学者・教育者
- 井上勲 - 理学博士、藻類学者、筑波大学教授。
- 大濱信泉 - 第7代早稲田大学総長、 第5代プロ野球コミッショナー。
- 喜舎場永珣 - 八重山研究の父。名誉市民[75]。
- 西平守孝 - 生態学者、東北大学名誉教授、沖縄美ら島財団参与、元日本サンゴ礁学会会長。日本学士院エジンバラ公賞受賞。
- 玻座間里芳 - 医学博士、作詞家（代表作「石垣市歌」）。
- 星克 - 教育者、政治家。
- 宮城信勇 - 八重山方言研究家、郷土史家。名誉市民[75]。
- 宮城文 - 教育者、民俗研究家、郷土史家。
- 宮良長包 - 作曲家、教育者。名誉市民[75]。
- 宮良當壯 - 国語学者、民俗学者。名誉市民[75]。

### 芸術関係
- 伊波南哲 - 詩人、作家。
- 大島孝雄 - 作家。
- 高嶺剛 - 映画監督。
- 玉那覇有公 - 工芸家、染織。重要無形文化財「紅型」保持者認定（人間国宝）。名誉市民[75]。
- 茅原南龍 - 書家。市民栄誉賞[75]。
- 津野力男 - 写真家。
- はやのん - 漫画家。
- ヒデオマン - YouTuber。
- 与那覇朝大 - 陶芸家、画家。

### 芸能・マスコミ
- 安里愛美 - NHK水戸放送局のディレクター。
- あらしろん（新城長秀） - お笑い芸人（元ペンタゴン）。
- 三好ジェームス - アナウンサー。
- 吉澤直美 - フリーアナウンサー、フリーライター。
- 寄川淑仔 - アナウンサー。

### ゆかりのある人物
- 池上永一 - 小説家。生まれは那覇市、3歳から中学まで石垣市で育つ。
- 岩崎卓爾 - 中央気象台付属石垣島測候所所長。名誉市民[75]。
- 大地康雄 - 俳優。生まれは熊本県熊本市。高校まで石垣市で育つ。
- 吉本多香美 - 女優。
- 鎌倉芳太郎 - 染織家、沖縄文化研究者。重要無形文化財「型絵染」保持者認定（人間国宝）。名誉市民[75]。